# Medicina

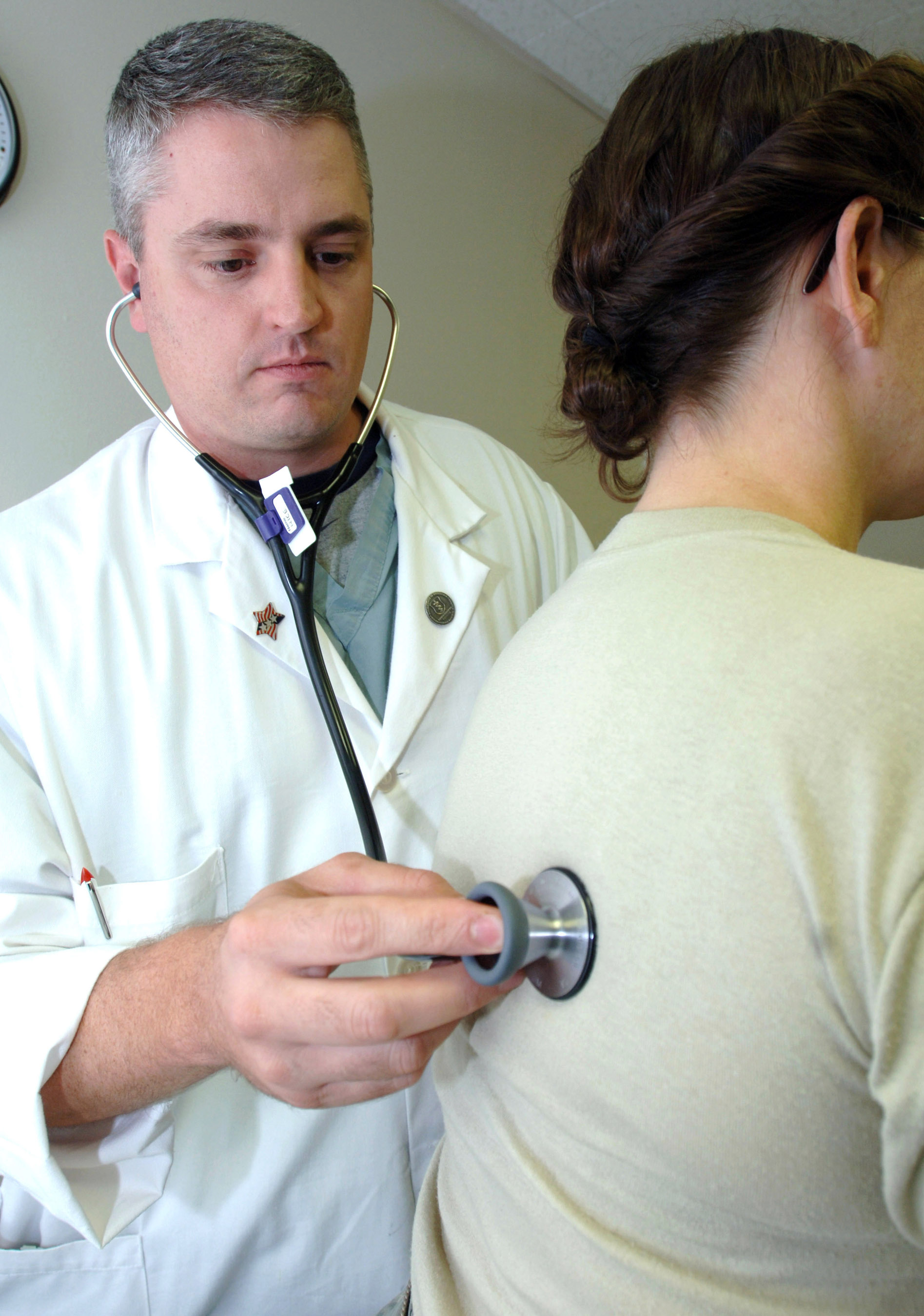
Un medico durante un esame

Il Bastone di Asclepio, spesso utilizzato come simbolo della medicina

La medicina è una scienza che studia le malattie del corpo umano al fine di cercare di garantire la salute delle persone, in particolare riguardo alla definizione, prevenzione e cura delle malattie, oltre alle diverse modalità di alleviare le sofferenze dei malati (anche di coloro che non possono più guarire).
La medicina, in collegamento con altre discipline socio-sanitarie quali, ad esempio la farmacia, la psicologia, l'infermieristica, la biologia, la chimica, la fisica e la bioingegneria, è altresì presente in ambiti giuridici con la medicina legale o quella forense. Il termine "medicina" denota anche l'esercizio dell'attività professionale da parte di un medico. Nell'uso comune del termine può indicare semplicemente un farmaco.

## Storia

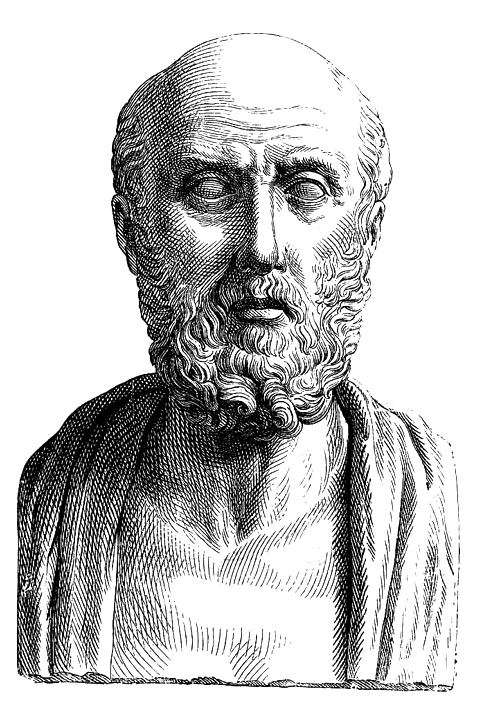
Raffigurazione di Ippocrate, il famoso medico greco

### Culture mesopotamiche ed egizia
I più vecchi testi di medicina mesopotamica vengono datati verso il II millennio a.C. Il più famoso testo giunto fino ai nostri tempi è il diario diagnostico scritto dal medico Esagil-kin-apli di Borsippa, vissuto durante il regno di Adad-apla-iddina (1069-1046 a.C.).
Le prime informazioni mediche egizie sono contenute nel papiro, il mezzo di scrittura degli egizi, di Edwin Smith. datate circa nel 3000 a.C.. Vigeva già allora una legislazione sanitaria e un'arte medica progredita, ricca di strumenti chirurgici ed elenchi di piante con proprietà medicinali.
A quei tempi era comune indicare come origine delle malattie eventi superstiziosi o l'implicazione di demoni, come riportato nel papiro di Ebers (datato nel 1550 a.C. circa). anche se nello stesso papiro si descriveva quello che in seguito verrà denominato tumore.

### Grecia e Roma antica

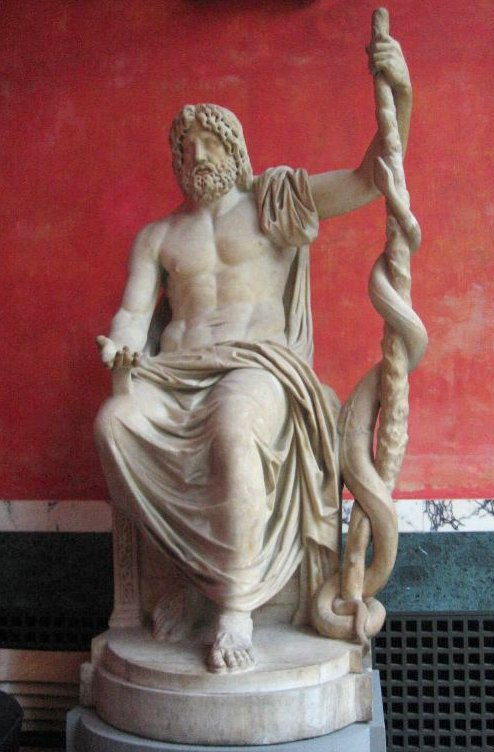
Asclepio, il dio greco della medicina

Il primo medico greco conosciuto è stato Alcmeone di Crotone, vissuto intorno al V secolo a.C., autore del primo lavoro di anatomia. Ippocrate ha creato la sua scuola medica nella città di Cos. I greci hanno avuto diverse influenze dall'Egitto soprattutto in campo farmacologico e tale influenza diventò molto più chiara quando si aprì una scuola di medicina greca in Alessandria d'Egitto.
Nell'impero romano si videro distinguersi le prime specialità mediche quali tra le altre l'urologia e l'oftalmologia. Successivamente il popolo comprese che la cura dell'igiene preveniva l'insorgenza di molte malattie e ciò contribuì alla costruzione degli acquedotti. I chirurghi romani avevano molti attrezzi per lavorare, fra i quali scalpelli, cateteri ed estrattori per le frecce; per la cura del dolore usavano l'oppio e le scopolamine; e per lavare le ferite usavano l'aceto.
Galeno di Pergamo ha scritto più di 500 trattati sulla fisiologia, l'igiene, la dietetica, la patologia e la farmacologia, ed è accreditato come colui che scoprì il midollo spinale. Se Celso descrisse i quattro sintomi classici dell'infiammazione (rubor rossore, dolor dolore, calor calore e tumor gonfiore), Galeno ne osservò anche la limitazione funzionale (functio laesa). Notevole anche il trattato Procedimenti anatomici, basato sulla dissezione delle scimmie.

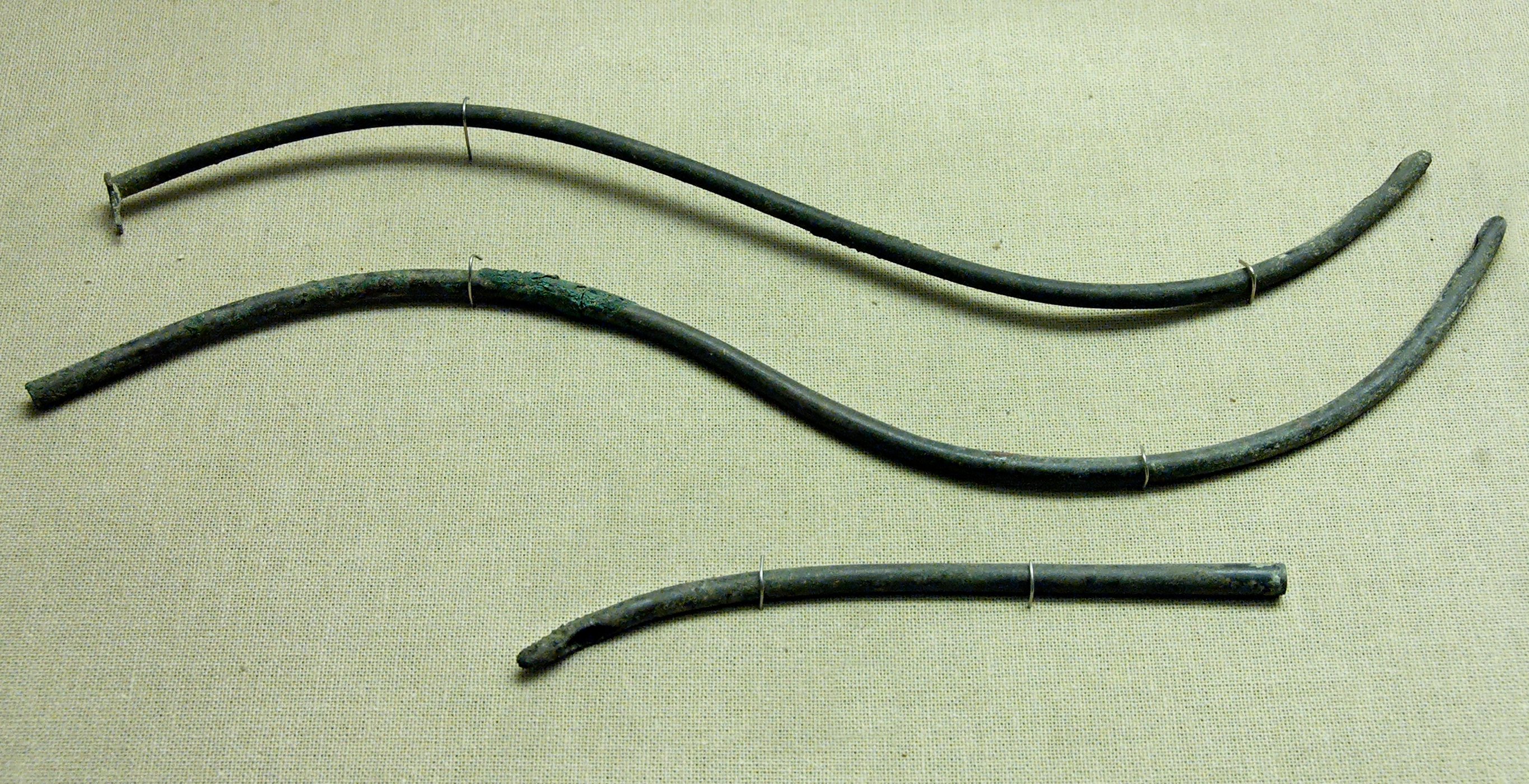
Antichi cateteri ai tempi dei romani

### Nel Medioevo
Il decadimento dell'Impero romano contribuì alla regressione delle pratiche mediche come in genere di tutte le attività tecnico scientifiche; furono i religiosi a tramandare il sapere dell'antica cultura consentendo così il risveglio della medicina, assieme alla scuola araba e a quella salernitana (1100). Nacquero le prime università mediche e nel 1300 la scuola bolognese aprì la prima scuola di anatomia.
La medicina medievale era un insieme di idee antiche e influenze spirituali: Claude Lévi-Strauss identificò tale commistione come un "complesso sciamanico".
Nel XIV secolo la medicina fu scossa da quella che in seguito venne chiamata la "morte nera", ovvero la peste bubbonica. Le teorie mediche prevalenti dell'epoca focalizzarono l'attenzione sulle spiegazioni religiose piuttosto che scientifiche, e ciò risultò del tutto inutile poiché circa un terzo della popolazione europea venne sterminato.

### Rinascimento
Il diffondersi della stampa a caratteri mobili (XVI secolo), unita alla maggior possibilità di spostamento delle persone tra i centri di studio delle università europee, sempre più numerose ed in concorrenza tra loro, fornì un forte impulso alla scienza medica, portandola gradualmente ad adottare una metodologia non più legata all'osservanza dogmatica degli scritti degli antichi maestri, Ippocrate e Galeno in primis, ma ispirata sempre più fortemente ai nuovi principi del metodo scientifico. Divennero quindi più stretti i rapporti tra medicina e le scienze naturali: grazie a questa interdisciplinarità gli studiosi del periodo fondarono l'anatomia patologica e la fisiologia sperimentale, e una dopo l'altra vennero scoperte ed approfondite alcune basi fondamentali della fisiologia umana, tra i quali la circolazione sanguigna e linfatica.
Risalgono a quest'epoca i fondamentali studi sull'anatomia umana di Andreas van Wesel, meglio conosciuto come Andrea Vesalio (1514-1564) da lui riuniti nell'opera classica De humani corporis fabrica, opera continuata dall'allievo Gabriele Falloppio (1523-1562), e dai contemporanei Michele Serveto (1511-1553) e Realdo Colombo (1516-1559). Al medico francese Ambroise Paré (1510-1590) si devono importanti innovazioni nel campo della pratica chirurgica.

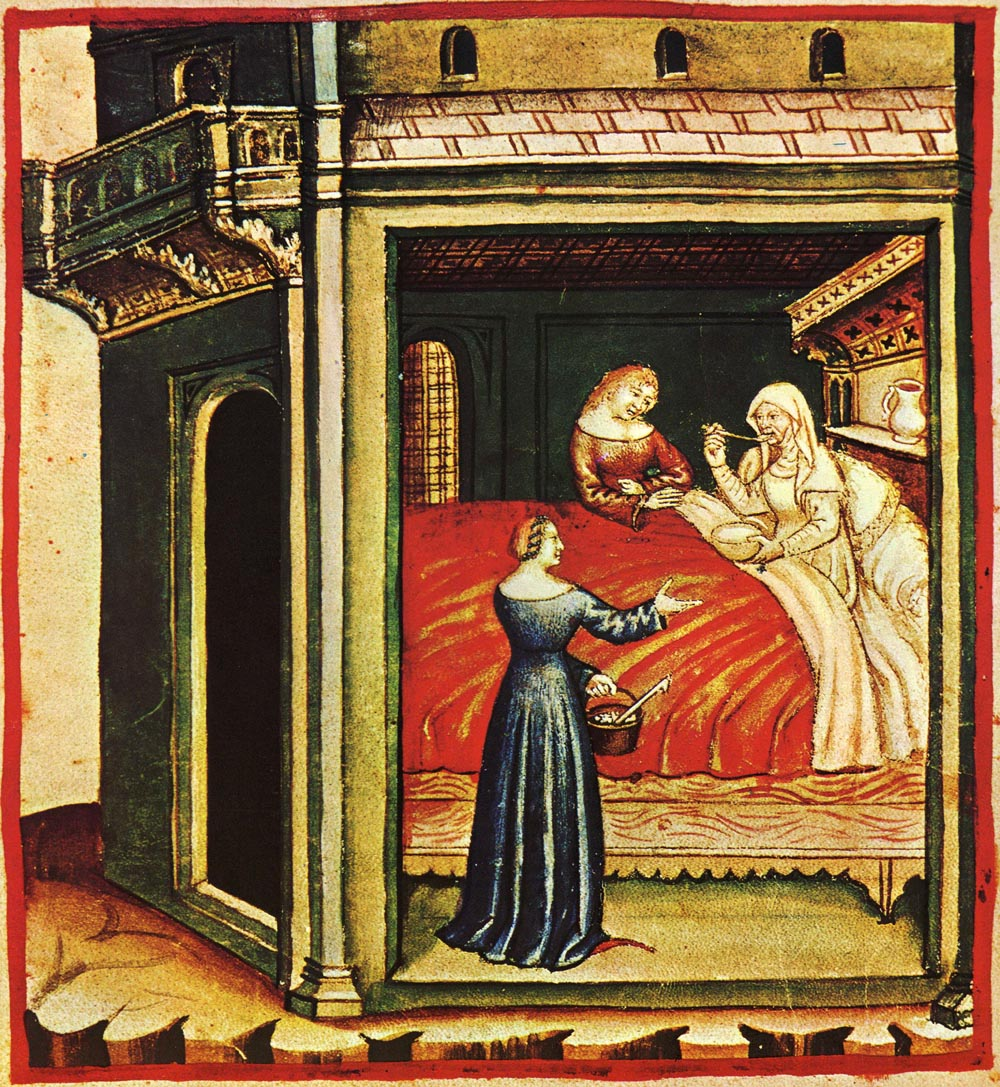
Tacuinum sanitatis Casanatense (XIV secolo)

### Età contemporanea
Negli ultimi secoli la medicina compie ulteriori passi sulla via dell'approccio rigorosamente scientifico, abbandonando definitivamente la matrice empirico-filosofica, approfittando anche dei progressi di altre discipline come fisiologia, biologia e chimica. Si passa così da una fase denominata da alcuni "medicina eroica", alla moderna medicina basata su prove di efficacia, contribuendo così, assieme ai miglioramenti nell'alimentazione e nell'igiene, alla diminuzione del tasso di mortalità, aumentando di conseguenza l'aspettativa di vita.
Alcune tappe fondamentali in questo processo di modernizzazione sono ricollegabili all'introduzione di metodologie di studio più efficaci e rigorose. Un esempio celebre è il primo uso documentato di trial clinici eseguiti nel 1747 dal medico della marina James Lind per la ricerca delle cause dello scorbuto tra i marinai inglesi, grazie al quale individuò nel succo di agrumi una cura ed un mezzo di prevenzione efficace. Altrettanto famosa è l'opera infaticabile di Florence Nightingale nella promozione dell'igiene come mezzo di prevenzione delle complicanze post-trattamento negli ospedali, utilizzando studi statistici in grado di comprovare l'efficacia di questi metodi, per l'epoca rivoluzionari.
Altre volte, scoperte importanti nel campo medico sono avvenute per caso, come per esempio quella di Alexander Fleming che nel 1928 constatò, alquanto meravigliato, la scomparsa di alcune colonie di stafilococco da una provetta grazie all'azione di una piccola muffa, verificando, in tal modo, il concetto di antagonismo batterico e di attività antibiotica, fondamentali per debellare le malattie infettive.
Spesso, soprattutto nei tempi moderni, le malattie vengono scoperte prima come un insieme di manifestazioni di sintomi che coinvolgono più organi e quindi denominate "sindromi", per poi, dopo un loro adeguato inquadramento, essere denominate malattie. Questo, ad esempio, è accaduto in casi noti come l'AIDS (acronimo di Acquired Immune Deficiency Syndrome), con la quale si definisce la sindrome in cui si riscontra un insieme di manifestazioni dovute alla deplezione di linfociti T, e la SARS, (acronimo di Severe Acute Respiratory Syndrome), una forma atipica di polmonite, provocata da uno specifico virus, apparsa per la prima volta nel novembre 2002 nella provincia del Guangdong in Cina, ed ha causato 813 morti al mondo per poi quasi sparire.
Il premio Nobel per la medicina fondato nel 1901, ha visto ogni anno ricompensare con tale riconoscimento prestigioso i medici per le loro scoperte. Ad esempio nel 1905 fu premiato Robert Koch per le sue importanti scoperte sulla tubercolosi, nel 1923 Frederick Grant Banting e John James Richard Macleod furono premiati per la scoperta dell'insulina, l'anno successivo fu scoperto da Willem Einthoven l'elettrocardiogramma. Fra gli italiani premiati si ricordano Camillo Golgi, Renato Dulbecco e Rita Levi-Montalcini.

## Scienze di base della medicina
- Anatomia umana: studio delle strutture fisiche del corpo umano.
- Biologia molecolare: studio dei rapporti esistenti tra geni e proteine
- Biochimica: studio della struttura e delle trasformazioni dei componenti delle cellule, come proteine, carboidrati, lipidi, acidi nucleici e altre biomolecole, per individuarne tutte le funzioni.
- Citologia: studio della struttura della cellula e della fisiologia cellulare.
- Embriologia umana: studio dei processi morfologici, cellulari e molecolari tramite i quali l'organismo umano cresce e si sviluppa prima della nascita.
- Farmacologia: studio di come le sostanze chimiche interagiscono con i sistemi biologici e come possano apportare beneficio.
  - Tossicologia: studio di come le sostanze chimiche interferiscano con la corretta funzionalità dei sistemi biologici
- Fisica medica: studio dell'applicazione di principi fisici alla medicina.
- Fisiologia umana: studio delle varie funzioni organiche delle parti del corpo.
- Genetica: studio dei geni, dell'ereditarietà e della variabilità genetica.
  - Genetica clinica o medica: studio e diagnosi delle malattie genetiche.
  - Genetica molecolare: studio a livello molecolare della struttura e della funzione dei geni.
  - Genetica delle popolazioni: studio delle caratteristiche genetiche delle popolazioni nel loro insieme, mediante metodi matematici e statistici.
  - Genomica: studio della struttura, del contenuto, della funzione e dell'evoluzione del genoma.
- Istologia: studio dei tessuti, con particolare attenzione ai tessuti umani.
- Immunologia: studio del sistema immunitario.
- Medicina di laboratorio: indagini sui pazienti attraverso lo studio in un laboratorio di analisi dei loro materiali biologici.
- Microbiologia: studio dei microorganismi e della loro interazione con l'organismo umano.
  - Batteriologia: studio dei batteri.
  - Parassitologia: studio dei parassiti.
  - Virologia: studio dei virus.
- Neuroscienze: varie branche di studio del sistema nervoso, anche dal punto di vista psichico.
- Patologia generale e cellulare: studio dei meccanismi eziopatogenetici alla base delle malattie e dei disordini organici, da un punto di vista cellulare e molecolare.
  - Fisiopatologia: studio dell'origine ed evoluzione delle patologie
- Statistica medica: fondamentale per la pianificazione, la valutazione e l'interpretazione dei molteplici dati della ricerca medico-scientifica.
  - Epidemiologia: studio comparato delle malattie, con particolare riferimento alle epidemie.

## Specialità e ripartizioni della medicina scientifica
Esistono tre tipologie in cui si racchiudono tutte le discipline mediche: le specializzazioni chirurgiche di tipo operativo, quelle internistiche e altre diverse di tipo diagnostico-clinico, e quelle analitico-tecniche di laboratorio.

### Discipline internistiche

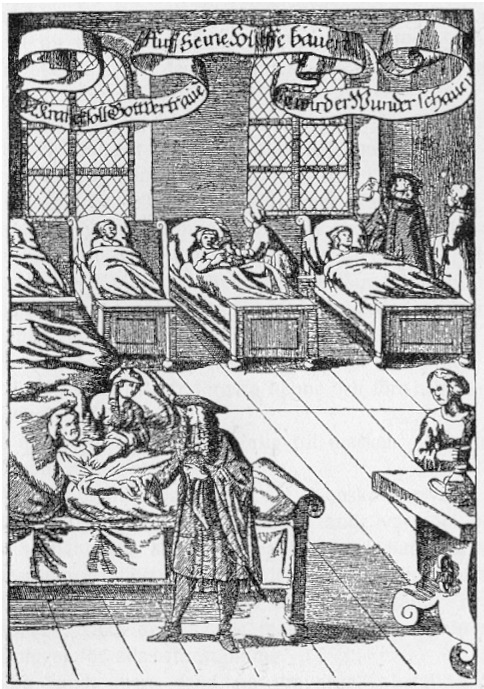
Un medico che fa visita ai suoi pazienti 1682

- Allergologia e  immunologia clinica: il medico specialista si chiama allergologo-immunologo; cura le allergie, studia il sistema immunitario e cura le malattie a esso relative.
- Angiologia: diagnostica, cura e riabilita i pazienti affetti da malattie del sistema cardiovascolare e del sistema linfatico.
- Cardiologia: il medico specializzato in tale disciplina si chiama cardiologo; studia tutte le patologie riguardanti il cuore e il sistema cardiocircolatorio.
- Ematologia: il medico specializzato in tale disciplina si chiama ematologo; cura le malattie del sangue e degli organi emopoietici.
- Endocrinologia: il medico specialista si chiama endocrinologo; studia le malattie relative al metabolismo ed alle ghiandole endocrine.
- Gastroenterologia: il medico specialista si chiama gastroenterologo; studia le malattie gastrointestinali, quindi in particolare di organi quali l'esofago, lo stomaco, pancreas esocrino, l'intestino tenue e crasso, il colon, la milza, il retto e il fegato.
- Infettivologia: il medico specialista si chiama infettivologo; studia le malattie infettive. Tale disciplina clinica integra aspetti sia immunologici che microbiologici delle infezioni.
- Malattie tropicali: il medico specializzato è un infettivologo che appunto cura le infezioni ambientali tipiche dei tropici.
- Medicina interna: il medico specialista si chiama internista e studia le patologie interne del corpo umano. Ha delle affinità con varie branche specialistiche, ma affronta i medesimi aspetti da un punto di vista più generale.
- Medicina generale: il medico specializzato si chiama medico di medicina generale (o medico di famiglia), che si prende cura dei propri pazienti nel territorio. Ha affinità con la medicina interna, ma affronta le patologie in ambiente extra ospedaliero.
- Nefrologia: il medico specializzato in tale disciplina si chiama nefrologo; studia le malattie dei reni dal punto di vista internistico, nonché i disordini degli elettroliti corporei, dell'equilibrio acido-base e l'ipertensione arteriosa.
- Neurologia: il medico specializzato in tale disciplina si chiama neurologo; diagnostica e cura le patologie del sistema nervoso centrale e del sistema nervoso periferico. Differisce dalla neuropsichiatria in quanto si occupa esclusivamente di malattie organiche, senza indagare sulle possibili concause o conseguenze psichiche di una determinata disfunzione.
- Oftalmologia (anche nota come oculistica): il medico specializzato in tale disciplina si chiama oftalmologo od oculista. Si occupa della prevenzione, della diagnosi, della cura e della correzione delle patologie oculari e dei difetti di vista. È una disciplina sia medica che chirurgica.
- Oncologia: il medico specializzato in tale disciplina si chiama oncologo; studia i vari tumori che si ritrovano nel corpo umano.
- Pneumologia: il medico specialista si chiama pneumologo; studia le malattie relative all'apparato respiratorio.
- Reumatologia: il medico specialista si chiama reumatologo; studia le malattie delle articolazioni, del tessuto connettivo e di altri tessuti su base infiammatoria o autoimmune.
- Tossicologia: il medico specialista si chiama tossicologo medico; si occupa della diagnosi e del trattamento delle intossicazioni acute e croniche, comprese quelle di tipo voluttuario (droghe d'abuso e alcol).

### Discipline di laboratorio
- Anatomia patologica, il cui medico si chiama anatomo-patologo e studia dal punto di vista macroscopico, microscopico e molecolare le patologie dei vari sistemi ed apparati. Si occupa anche degli accertamenti diagnostici su pazienti deceduti (autopsia o necroscopia).
- Biochimica clinica, il medico specializzato in questa disciplina si chiama biochimico clinico, e studia le alterazioni biochimiche di natura patologica.
- Ematologia, che si occupa delle alterazioni del sangue e degli organi che lo producono.
- Farmacologia medica, lo specialista studia le relazioni tra farmaci e strutture molecolari.
- Genetica medica, il cui specialista si occupa dell'interdipendenza tra gene e funzionalità organica. Questa disciplina medica differisce dalla genetica molecolare, che rappresenta una branca della biologia. Il medico specializzato si chiama infatti genetista clinico.
- Medicina legale, branca che studia i numerosi aspetti della medicina legati alla legge, quali ad esempio l'accertamento di morte e delle sue cause, le lesioni personali derivanti da un reato, le tematiche connesse all'invalidità e altre.
- Microbiologia e virologia clinica: studiano le infezioni dovute a microrganismi, come batteri, miceti, protozoi, virus o parassiti.
- Neurofisiopatologia, il cui specialista individua i malfunzionamenti del sistema nervoso con varie tecniche strumentali; è inoltre competente nella neuroriabilitazione.
- Patologia clinica, il cui specialista, il patologo, effettua su singoli casi clinici studi microscopici e macroscopici, prelevando tessuti e/o analizzando sangue e altri liquidi corporei. Le sue indagini comprendono l'analisi delle strutture chimico-molecolari e delle morfologie microbiologiche e immunologiche, nonché le analisi citologiche e istologiche.
- Scienza dell'alimentazione, lo specialista si chiama dietologo e si dedica dal punto di vista medico alla diagnosi e cura di patologie derivate da disfunzioni dei processi di nutrizione, nonché alla prescrizione e/o elaborazione di diete sia per soggetti sani che affetti da patologie. Si occupa anche della prescrizione e del monitoraggio della terapia dietetica artificiale (nutrizione enterale/parenterale), anche se spesso queste attività possono essere svolte, in parte o totalmente, da altri medici specialisti e da dietisti ospedalieri.

A queste branche specialistiche della medicina possono accedere anche altri laureati oltre a quelli in medicina, come ad esempio i laureati in biologia, chimica, farmacia, scienze della nutrizione, ecc.

### Discipline chirurgiche

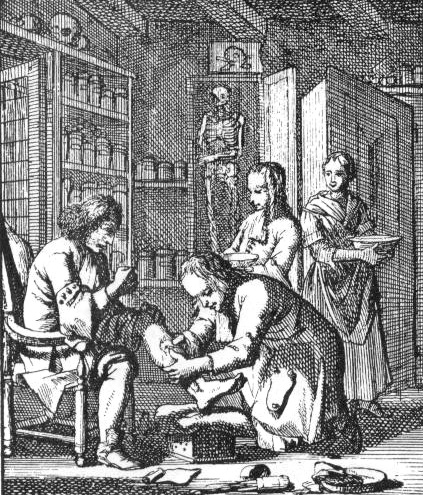
Un'operazione chirurgica del XVII secolo

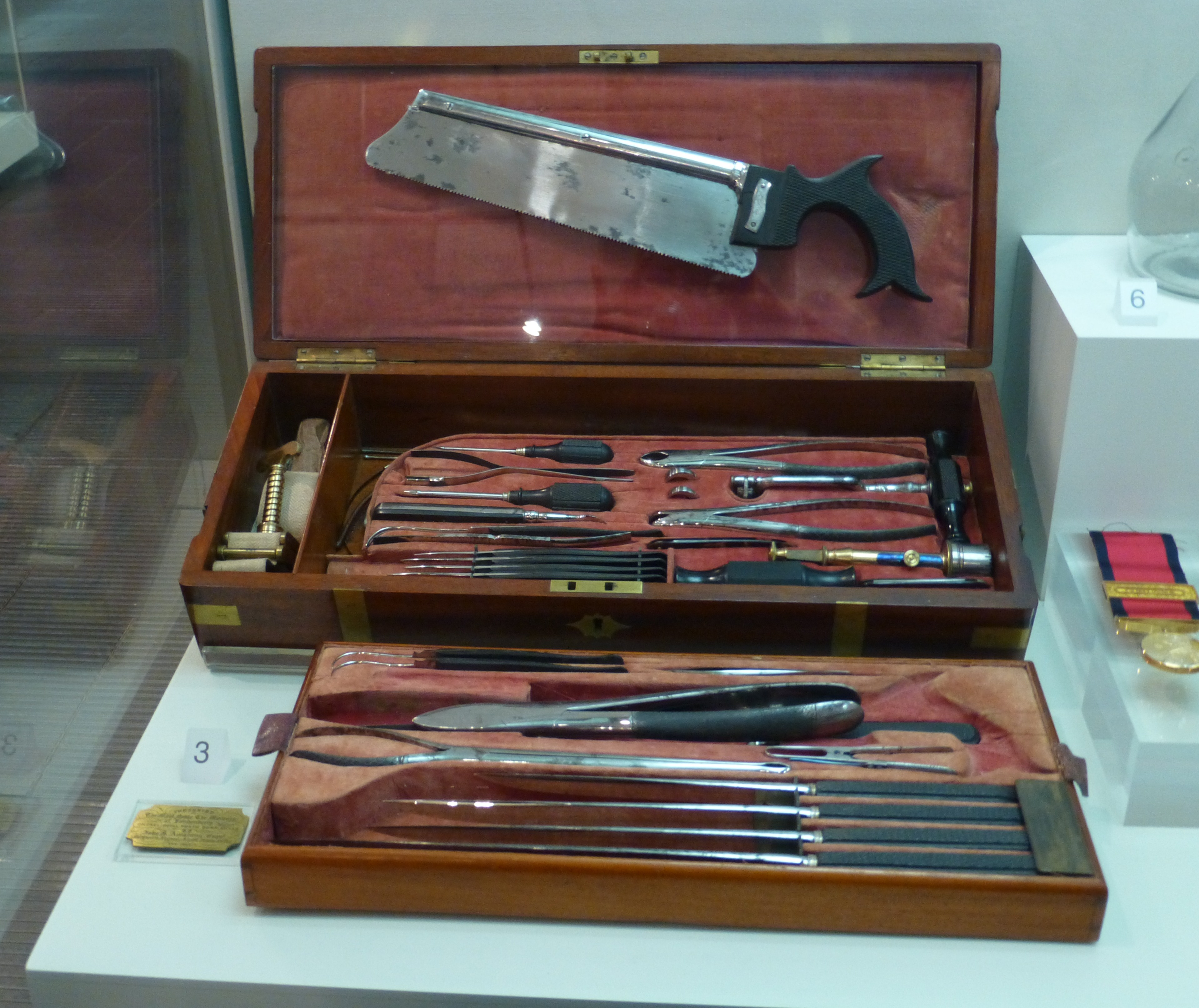
Strumentario chirurgico del 1885

- Cardiochirurgia, il medico specializzato in tale disciplina si chiama cardiochirurgo, ed effettua operazioni sul cuore.
- Chirurgia dell'apparato digerente, svolge la sua azione chirurgica sullo stomaco, l'intestino tenue e crasso, il colon e il retto.
- Chirurgia generale, la principale specialità chirurgica, che si occupa in particolare (ma non esclusivamente) di interventi in area addominale.
- Chirurgia maxillo-facciale, si occupa delle lesioni congenite o traumatiche del volto.
- Chirurgia odontostomatologica, lo specialista è un medico dentista e il suo sito di operazione è la bocca.
- Chirurgia pediatrica, focalizzata sui pazienti di età pediatrica.
- Chirurgia plastica, che cura le lesioni del derma e le alterazioni anatomiche (comprese le ustioni). Effettua anche interventi a scopo estetico.
- Chirurgia toracica, che si occupa di interventi nel distretto toracico (esofago, polmoni, trachea e diaframma).
- Chirurgia vascolare, che si occupa dell'intervento sui grossi vasi ed il sistema circolatorio.
- Ginecologia e ostetricia, il cui medico specializzato si chiama ginecologo e si occupa della cura delle patologie dell'apparato riproduttivo in pazienti di sesso femminile, anche intervenendo chirurgicamente.
- Neurochirurgia, il medico specializzato in tale disciplina si chiama neurochirurgo, e si occupa dell'intervento clinico per via chirurgica a livello di sistema nervoso centrale o periferico.
- Chirurgia oftalmica, lo specialista si chiama oculista od oftalmologo, si occupa delle patologie dell'occhio e della relativa microchirurgia.
- Ortodonzia o ortognatodonzia, trattasi di ortopedia del distretto facciale.
- Ortopedia e traumatologia, lo specialista è l'ortopedico-traumatologo, che si occupa della gestione clinica dei traumi fisici, con particolare riferimento al sistema locomotore (scheletrico, tendineo, muscolare).
- Otorinolaringoiatria, si occupa delle patologie interessanti le orecchie, le vie uditive, il naso e le prime vie respiratorie (faringe e laringe).
- Radiochirurgia, specifica applicazione della radioterapia alternativa ad interventi chirurgici oncologici.
- Urologia, il medico specialista si chiama urologo, e si occupa delle malattie di interesse chirurgico (ad esempio traumi, infezioni e tumori) dei reni, delle vie urinarie e dell'apparato genitale maschile.

### Discipline di perfezionamento
Sono aree di ultra-specializzazione, oggetto di studio anche in corsi di perfezionamento o master. Queste sono le più note:

#### Discipline mediche
- Allergologia e immunologia pediatrica avanzata, monitora le attività allergiche del sistema immunitario dei bambini
- Andrologia, il cui specialista ha conoscenze di endocrinologia e urologia, studia in particolare le disfunzioni ormonali nel maschio
- Anestesia d'emergenza, opera prevalentemente in contesti sociali degradati, dove non c'è abituale assistenza medica (specie nel Terzo Mondo)
- Bioetica, studia il confine oltre a cui non è “etico” lo spingersi della ricerca scientifica. Serve inoltre a studiare e a comprendere le scoperte scientifiche in chiave comunitaria e psicosociale
- Biofisica molecolare, studia i processi fisico-chimici delle macromolecole organiche
- Biologia molecolare clinica, cerca di capire i rapporti molecolari tra proteine e geni
- Bioinformatica: applicazioni biomediche
- Chirurgia orale, specializzazione di Odontoiatria e ramo della Chirurgia maxillo-facciale, si occupa della terapia chirurgica minore del cavo orale.
- Cure palliative
- Diabetologia, subspecificazione dell'endocrinologia, studia le varie forme di diabete
- Diagnostica ecografica, mezzo fondamentale di diagnosi medica per numerose patologie internistiche
- Dietistica, sottosezione della scienza della nutrizione, il medico specialista si chiama dietologo
- Elettrofisiologia ed elettrostimolazione cardiaca, fornisce al cardiologo le tecniche più avanzate di diagnostica elettrofisiologica
- Epatologia, il cui specialista è un gastroenterelogo che focalizza la sua attenzione sulle patologie epatiche
- Epidemiologia, studia i meccanismi di propagazione delle infezioni epidemiche e pandemiche e le classifica, cercando di prevenire effetti insormontabili. Il medico specialista solitamente è un infettivologo
- Farmacogenomica
- Fisiologia cellulare e molecolare, studia in generale il funzionamento del corpo umano dal punto di vista biomolecolare
- Genetica forense, specificazione della genetica di laboratorio, opera in studi legali (per esempio identifica i legami di DNA)
- Governo clinico ed economico delle strutture sanitarie, fornisce al medico gli strumenti manageriali più adeguati per la gestione della strumentazione clinica e per il mantenimento finanziario dell'azienda ospedaliera
- immunoematologia, un indirizzo speciale della patologia clinica
- Implantologia Dentale sub-sezione di Odontoiatria che si occupa della riabilitazione implanto-protesica odontoiatrica. L'implantologia dentale può essere esercitata dallo specialista di chirurgia maxillo-facciale all'interno del piano di cura definito da un odontoiatra.
- Laserchirurgia dermatologica ed estetica, odontoiatrica, oftalmologica
- Malattie neurodegenerative, il medico specializzato in tale disciplina è un neurologo abilitato alle terapie sperimentali per i disordini degenerativi del cervello, come la malattia di Alzheimer o la sindrome di Parkinson
- Medicina aerospaziale, interviene per adattare il meglio possibile l'organismo in condizioni ambientali estreme (spazio extra-planetario)
- Medicina estetica, disciplina medica che si occupa di correggere o eliminare gli inestetismi del corpo senza ricorrere alla chirurgia, ma con trattamenti poco invasivi. È esercitata dagli odontoiatri per i relativi tessuti facciali di mascelle e cavo orale.
- Malattie neuromuscolari, il cui specialista è un neurologo che si interessa delle patologie muscolari di origine cerebrale
- Medicina del sonno, cerca di curare i disturbi organici o psichici cronici del sonno
- Medicina di montagna, il medico specializzato cerca di scoprire come l'ambiente di montagna possa influire sull'organismo
- Medicina generale, il medico specializzato in questo ambito è il medico di medicina generale o medico di famiglia
- Medicina scolastica, la cui attività viene rivolta soprattutto a chi frequenta le scuole dell'obbligo, si basa sull'individuazione di eventuali anomalie del normale sviluppo psicosomatico del ragazzo
- Medicina subacquea, e la sua branca medicina iperbarica, studiano le prevenzione e il trattamento delle condizioni patologiche causate dell'entrata dell'essere umano nell'ambiente subacqueo
- Neonatologia, lo specialista si chiama neonatologo, e presta cure mediche nei neonati
- Neurobiologia cellulare e molecolare avanzata, studia i processi biomolecolari del cervello, occupandosi delle patologie derivate da alterazioni delle reti neurali e del corretto funzionamento fisiologico del sistema nervoso centrale
- Neurofarmacologia, ricerca l'azione benefica di farmaci sul sistema nervoso centrale, con particolare attenzione per i disturbi cerebrali più debilitanti
- Neurogenetica, cerca di scoprire i fattori genetici alla base delle neuropatie, delle malattie nervose e dei disturbi psichiatrici più gravi, come schizofrenia e disturbo bipolare
- Neuroncologia, il cui specialista è un neurologo attento esclusivamente alla terapia sperimentale dei vari tumori cerebrali, anche con l'uso avanzato della radioterapia
- Neuropsicologia, si occupa della riabilitazione di pazienti affetti da gravi malattie nervose. Il neuropsicologo è solitamente uno psicologo con formazione specialistica in quest'area, o un medico specialista con conoscenze di neurologia, fisiatria, psicologia e neuroscienze
- Neurosonologia, si interessa della fisiologia cerebrovascolare, tramite l'uso di ecografie ed altri tipi di ultrasuoni
- Ortognatodonzia Specializzazione di Odontoiatria, si occupa della crescita cranio-facciale tramite ortopedia mascellare e dell'occlusione dentale.
- Oncoematologia, settore interdisciplinare dell'ematologia e dell'oncologia, solitamente relativo alla clinica delle leucemie, del plasmocitoma e dei linfomi
- Patologia clinica renale, sezione interdisciplinare di nefrologia e patologia clinica
- Patologia Orale sezione interdisciplinare di odontoiatria, chirurgia maxillo-facciale e dermatologia per diagnosi e terapia delle lesioni del cavo orale
- Pedodonzia Riabilitazione odontoiatrica del paziente Pediatrico
- Psichiatria forense, costituisce la parte medico-legale della psichiatria, e presenta delle affinità con la criminologia
- Psicofarmacologia clinica, destinata a psichiatri e/o psicologi clinici per un'alta formazione nell'ambito farmacologico
- Psicogeriatria, si occupa della cura psichiatrica, psicoterapeutica e riabilitativa di pazienti anziani affetti da patologie neuropsichiatriche o da difficoltà cognitive
- Psiconcologia, branca speciale della psicologia clinica e della psichiatria, che si occupa del sostegno e del trattamento psicoterapeutico di pazienti affetti da cancro
- Radiobiologia, si occupa gli effetti delle radiazioni, (sole od in associazione), su organismi viventi o su "substrati biologici"
- Radiologia pediatrica, uso di radiazioni sia a scopo diagnostico che terapeutico su pazienti di età minore
- Radioprotezione
- Riflessoterapia, che tratta specificamente delle tecniche scientifiche di agopuntura, tradizionalmente ritenuta una pratica medica alternativa, soprattutto in occidente
- Sedazione odontoiatrica sezione dell'odontoiatria che si occupa della gestione del paziente odontofobico.
- Senologia, sottospecializzazione della ginecologia, interviene anche chirurgicamente
- Statistica sanitaria
- Storia della medicina
- Terapia del dolore
- Terapia intensiva pediatrica
- Tossicologia forense, sottosezione della tossicologia medica, lo specialista agisce in particolare in ambito medico-legale
- Trapianto delle cellule staminali, lo studio delle applicazioni terapeutiche delle cellule staminali
- Virologia molecolare, parte della virologia clinica che si occupa delle alterazioni molecolari legate agli agenti virali (è questa la disciplina che, per esempio, studia i meccanismi di evoluzione dell'HIV)
- Uroriabilitazione, il cui medico è un urologo e fisiatra che si interessa dell'aspetto riabilitativo
- Vocologia, sottospecializzazione della foniatria, si occupa delle problematiche inerenti alla produzione della voce, anche per quanto riguarda la voce professionale ed artistica

#### Discipline chirurgiche
- Chirurgia aortica, sezione aggiuntiva della vascolare
- Chirurgia bariatrica, specifica applicazione della plastica su pazienti obesi gravi
- Chirurgia colon-rettale, specificazione della chirurgia dell'apparato digerente
- Chirurgia d'emergenza pediatrica, settore interdisciplinare della chirurgia d'urgenza e della chirurgia pediatrica
- Chirurgia dei trapianti
- Chirurgia della caviglia e del piede, è dedicata alla cura clinico-terapeutica e all'intervento chirurgico nelle zone suddette.
- Chirurgia della mammella, ha delle assonanze con la senologia, ma al contrario di questa è una disciplina solamente chirurgica
- Chirurgia della mano, interviene sui traumi fisici subiti dalla mano
- Chirurgia d'urgenza, opera in concomitanza con la medicina d'emergenza, anche in condizioni di guerra.
- Chirurgia epato-biliare, concentra la sua attività sul fegato, è un'applicazione della chirurgia generale
- Chirurgia flebologica
- Chirurgia laparoscopica, non è una specialità autonoma, ma una modalità applicativa specifica di varie discipline chirurgiche, basata sull'approccio mini-invasivo e l'uso di specifica strumentazione
- Chirurgia linfatica, interviene microscopicamente sulle malattie linfatiche. Sottosezione della chirurgia vascolare
- Chirurgia neonatale, specialità della pediatrica, basata solo su neonati
- Chirurgia oncologica, asporta i vari tumori
- Chirurgia refrattiva, specialità unicamente chirurgica dell'oculistica
- Endocrinochirurgia, interviene sulle ghiandole endocrine, soprattutto tiroide e paratiroidi
- Endoscopia operativa, tecnica microchirurgica di fondamentale supporto diagnostico per il chirurgo
- Ginecologia oncologica, che riunisce aspetti della ginecologia e dell'oncologia
- Microchirurgia, modalità applicativa prevalentemente usata dalla neurochirurgia e dall'oftalmologia: ricostruisce, cura e sostituisce tessuti a livello microscopico, con l'uso di avanzate apparecchiature
- Neurochirurgia spinale, ulteriore specializzazione della neurochirurgia, opera solo sulla spina dorsale e sul midollo spinale
- Neurotraumatologia, specificazione della neurochirurgia che opera su traumi subiti dal sistema nervoso centrale o periferico
- Odontoiatria, settore che cura il cavo orale
- Odontostomatologia legale, parte medico-legale della chirurgia odontostomatologica
- Parodontologia clinica, branca dell'odontoiatria

## Medicina alternativa
Al di fuori della medicina accademica, ci sono varie medicine alternative che utilizzano metodiche differenti da quelle della medicina scientifica. Queste pratiche terapeutiche sono definite alternative perché la loro effettiva validità non è stata stabilita scientificamente, e quindi si scostano dalla medicina che invece procede sempre al vaglio sperimentale e al rigoroso esame scientifico.
Le terapie alternative sono state oggetto di svariate critiche. Un esempio ne è l'omeopatia ad oggi priva di riscontro scientifico sia per ciò che concerne l'efficacia (ricondotta, laddove presente, dalla comunità scientifica all'effetto placebo) sia per ciò che riguarda i presunti meccanismi di funzionamento, in totale contrasto con le più elementari regole della chimica molecolare.
Secondo i medici alternativi l'ostilità accademica è dovuta, principalmente, ai reciproci interessi economici che legherebbero i medici ufficiali alle aziende bio-farmaceutiche. In particolare, l'industria farmaceutica costituirebbe un florido business che non tiene conto della salute del paziente; producendo farmaci che curano solo certi aspetti della malattia, causando però altri problemi, per i quali si potranno in seguito trovare altri farmaci da somministrare, gli unici a ricavare un qualche guadagno sarebbero i produttori, mentre i pazienti sarebbero costretti ad accettare questa condizione senza poter essere veramente curati. Questo fenomeno è noto come disease mongering.
D'altra parte anche il giro d'affari della medicina alternativa è imponente, con centinaia di migliaia di praticanti nelle svariate discipline, ed una stima di circa 50 miliardi di euro di spesa globale annua. Il fatto di utilizzare pratiche che allo stato attuale hanno dimostrato scarsa o nulla efficacia reale oltre all'effetto placebo, e, riguardo l'omeopatia, utilizzando farmaci privi di qualsiasi elemento attivo e per questo esenti dalle costose procedure di validazione e controllo richieste da farmaci allopatici, rende la medicina alternativa un'attività economicamente assai conveniente, quindi non esente dalle accuse di quegli stessi conflitti d'interessi che rivolge alla medicina basata su prove di efficacia.

## Medicina in Italia

### Strutture mediche

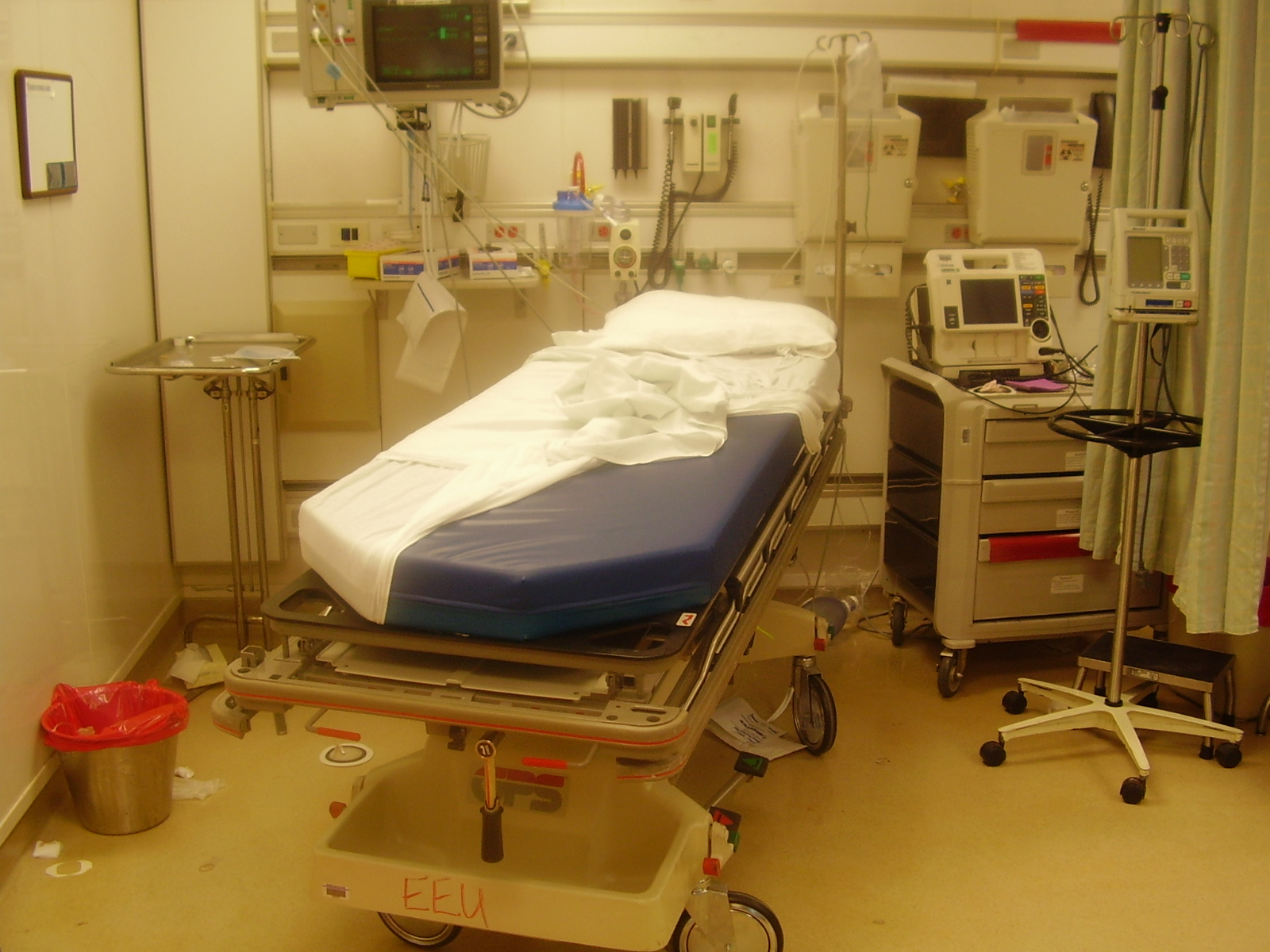
Ospedale, pronto soccorso

- Ospedale, diviso in più dipartimenti, ognuno dei quali costituito da vari reparti, detti anche strutture complesse. All'interno di un reparto possono esserci anche unità operative semplici
- Poliambulatorio
- Cliniche e altre strutture private (es. studi privati dei medici liberi-professionisti)
- Guardia medica, istituita presso l'ASL
- ASL (o AUSL, USL), è un ente pubblico regionale, al quale compete l'organizzazione finanziaria e gestionale delle prestazioni sanitarie
- Ambulatorio di medicina generale, è il primo accesso del cittadino al SSN
- Consultorio
- Sert o Ser.T (Servizio Tossico Alcoldipendenze), dedicati alla cura, alla prevenzione ed alla riabilitazione delle persone che hanno problemi conseguenti all'abuso di sostanze come le droghe o l'alcool che generano dipendenza dalle stesse.
- Ufficio igiene, dove avvengono le vaccinazioni

Medicina di urgenza:
- 118 (Servizio Sanitario di Urgenza ed Emergenza Medica) è il numero telefonico attivo in Italia per la richiesta di soccorso medico per emergenza sanitaria
- Pronto soccorso, il reparto dove vengono accolte le urgenze

### Personale medico
- Medico generico: una volta laureati in medicina si diventa medici abilitati alla professione. Il medico generico non possiede formazione post laurea.
- Medico di medicina generale: altrimenti chiamato medico di famiglia, è il medico chirurgo che ha conseguito la specializzazione in Medicina Generale della durata di 3 anni dopo aver effettuato un concorso a livello regionale. Dopo aver ottenuto il diploma entreranno in una graduatoria che anno per anno farà acquisire un punteggio utile per poter stipulare la convenzione con il SSN e aprire un ambulatorio di medicina generale.
- Medico sostituto: sono i medici specializzati in medicina generale che non hanno ancora rilevato un ambulatorio o medici con la sola abilitazione o frequentanti il corso di specializzazione in medicina generale o altra specializzazione che sostituiscono il medico di medicina generale quando esso è in ferie o in malattia. Queste sostituzioni fanno acquisire punteggio utile per la graduatoria
- Medico convenzionato: medico che opera in qualità di convenzionato. Possono essere impiegati nei reparti ospedalieri per limiti periodi temporali oppure a tempo pieno presso le strutture territoriali della ASL. Il massimo delle ore convenzionate è 38 a settimana
- Medico libero professionista: può essere un medico generico ma più frequentemente è uno specialista, che opera privatamente dietro compenso nel proprio studio personale. Può essere anche convenzionato con il SSN per la propria branca specialistica pur esercitando nel proprio studio privato.
- Odontoiatra: dentista, odontostomatologo

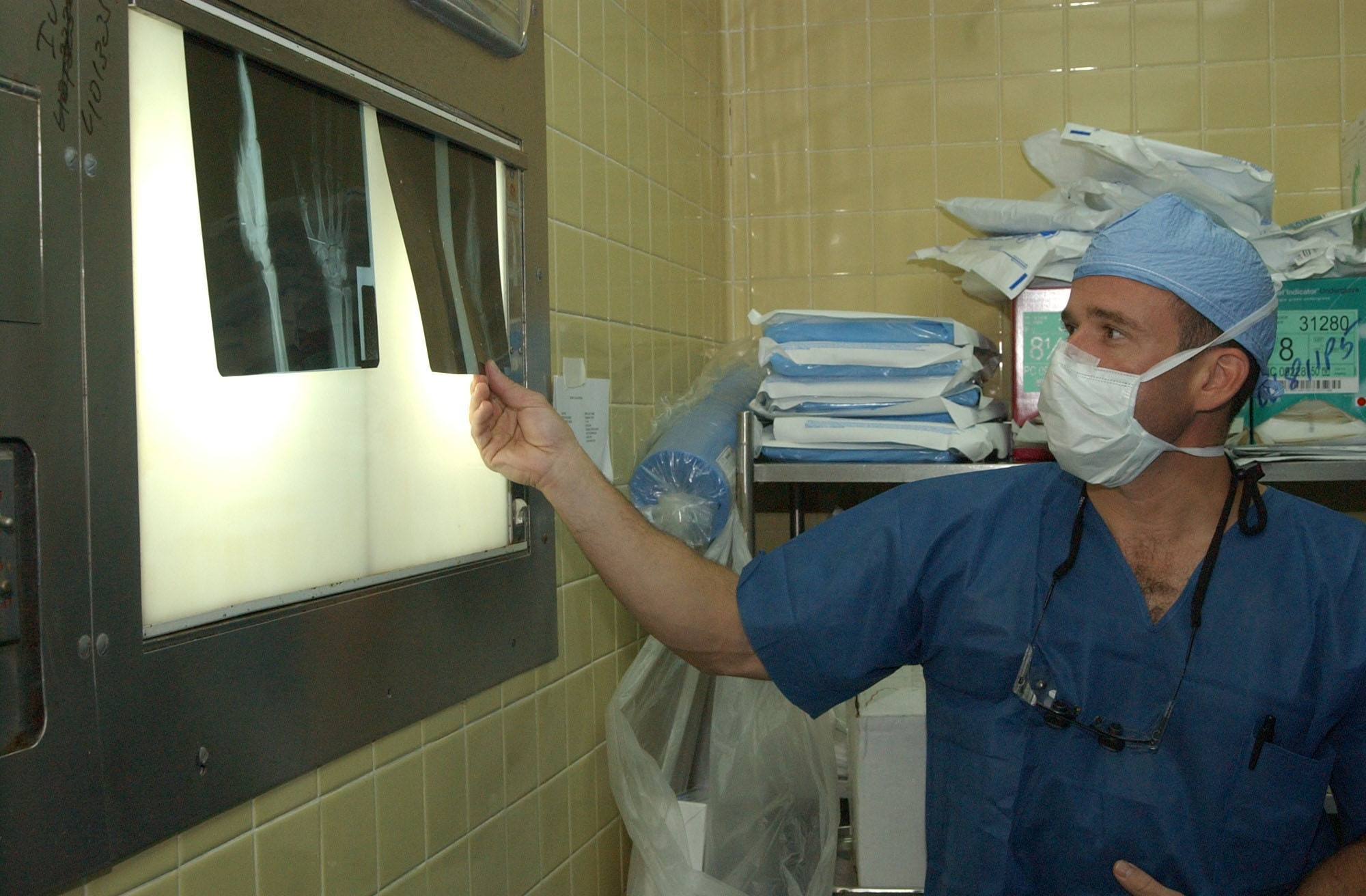
Un chirurgo esamina una radiografia

- Dirigente medico: medico dipendente ospedaliero. I dirigenti medico di II livello (ex primari) coordinano le unità operative complesse (ex reparti). Può anche dirigere contemporaneamente un dipartimento.
- Direttore sanitario: si tratta di un medico con competenze prettamente gestionali. Infatti si occupa del funzionamento della struttura ospedaliera, dell'avanzamento tecnico e qualitativo della strumentazione clinica, inoltre monitora l'operato complessivo dei vari dipartimenti
- Ricercatore: i ricercatori medici (ma possono essere anche non medici) sono coloro che si occupano della continua ricerca e relativa scoperta in campo scientifico. Le loro ricerche, effettuate sempre in un gruppo, durano anni prima di venire pubblicate, e prima di ciò devono essere sottoposte ad una commissione di esperti che le giudica
- Medico specializzando: è un medico che sta conseguendo una determinata specializzazione, prestando servizio di tirocinio obbligatorio presso l'ospedale universitario o ospedali convenzionati.

### Personale infermieristico

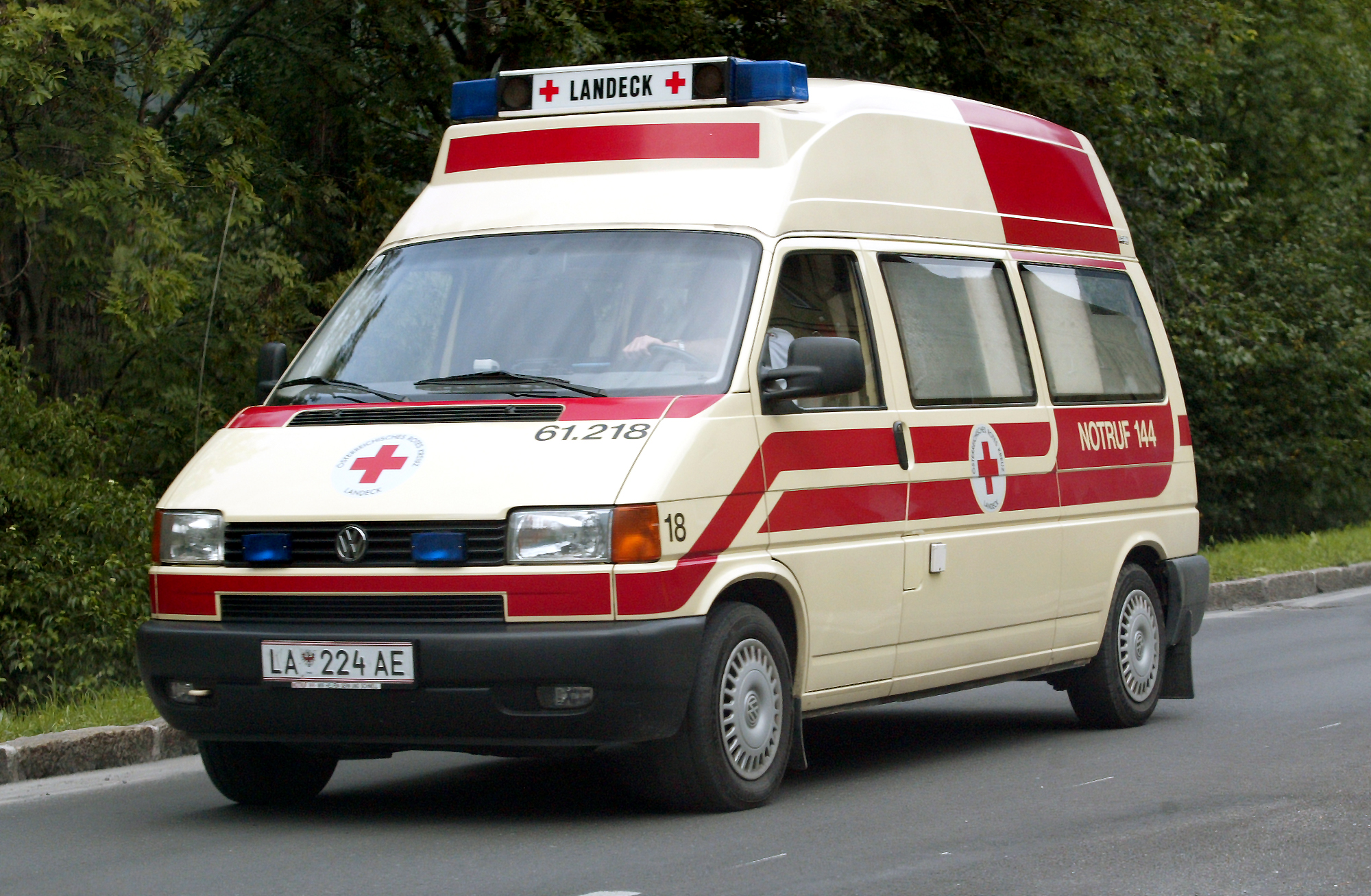
Un'ambulanza

- Infermiere
- Coordinatore infermieristico
- Infermiere pediatrico
- Ostetrico

### Altre figure professionali
- Assistente sanitario
- Farmacista
- Igienista dentale
- Psicologo clinico
- Fisioterapista
- Massofisioterapista
- Dietista
- Logopedista
- Ortottista
- Ingegnere Biomedico
- Tecnico di radiologia
- Tecnico di laboratorio biomedico
- Tecnico audiometrista
- Tecnico audioprotesista
- Operatore socio-sanitario
- Educatore professionale socio sanitario
- Tecnico della riabilitazione psichiatrica
- Terapista occupazionale
- Terapista della neuro e psicomotricità dell'età evolutiva

### Formazione dei medici
Per esercitare la professione medica in Italia è necessario iscriversi al corso di Laurea a ciclo unico in Medicina e Chirurgia, la cui durata è 6 anni; per esercitare l'odontoiatria attualmente è necessario iscriversi al corso in Odontoiatria e Protesi Dentaria della durata di 6 anni. L'immatricolazione è possibile previo superamento del test d'ammissione, poiché questi corsi sono a numero chiuso. Esiste un disegno di legge che intende sostituire il numero chiuso con una valutazione del profitto degli esami superati nel primo semestre.
Conseguita la laurea, dopo un tirocinio obbligatorio di tre mesi (un mese in un reparto chirurgico, un mese in un reparto di medicina e un mese presso l'ambulatorio di un medico di medicina generale), bisogna sostenere l'esame di Stato, superato il quale è possibile l'iscrizione presso l'Albo provinciale dei Medici Chirurghi e Odontoiatri. Nel 2020 la laurea in Medicina e Chirurgia diventa abilitante,viene eliminato quindi l'esame di stato.
Il medico può scegliere in quale disciplina specializzarsi frequentando, dopo il superamento dell'esame di ammissione, una Scuola di Specializzazione in ambito medico o chirurgico, di durata variabile (dai tre ai cinque anni, a seconda del tipo di specializzazione: in Italia la specializzazione in chirurgia generale e la specializzazione in neurochirurgia un tempo duravano sei anni, ora accorciate a cinque, le specialità mediche con alcune eccezioni durano quattro anni). La specializzazione in medicina generale dura tre anni e forma i medici di medicina generale (o medici di famiglia). In questo caso la programmazione è in base alle necessità della Regione.
Rispetto ad altri sistemi formativi, la differenza è evidente: ad esempio negli Usa, dove la qualifica accademica consiste in fasi progressive, il dottorato in medicina (che è differente dal dottorato di ricerca italiano) si ottiene, generalmente, dopo 8 anni di studi, perché vengono richiesti un bachelor of science, che dura 4 anni e altri 4 anni di scuola medica che non equivale al master (laurea magistrale italiana); in Italia, invece, il corso di medicina è a ciclo unico e dura 6 anni.
Il giuramento di Ippocrate è il giuramento che medici ed odontoiatri prestano prima di iniziare la professione.
I medici-chirurghi possono anche iscriversi a dei dottorati di ricerca, che esprimono competenze molto specifiche e avanzate e vengono destinati alla ricerca universitaria o a quella privata-aziendale. Il dottorato di ricerca rappresenta, anche per i medici, il più alto riconoscimento accademico, e generalmente, per molti, rappresenta una rampa di lancio per l'inserimento nell'ambiente universitario.

#### Specializzazione
Per quanto riguarda le specializzazioni (negli Stati Uniti si chiamano M.D.s., dopo il bachelor e la scuola medica) queste possono durare da tre fino a sette anni.
Conseguita l’abilitazione all’esercizio della professione di medico-chirurgo si può accedere a una delle Scuole di specializzazione post lauream dell’area sanitaria, che hanno lo scopo di formare specialisti. L'accesso dei medici è programmato, e si deve superare un concorso nazionale di ammissione per titoli ed esame bandito annualmente dal MIUR. Al termine del corso di studi, si consegue la specializzazione nelle varie discipline chirurgiche, non chirurgiche, internistiche, di laboratorio, o di perfezionamento.
Ad esempio, per specializzarsi in neurochirurgia, un medico americano dovrebbe studiare per altri 7 anni, che sommandosi con gli 8 precedenti, darebbero un totale di 15 anni di studi, mentre in Italia un neurochirurgo studierebbe al massimo per 12 anni (6 anni la laurea + 5 o 6 anni la specializzazione). In realtà il neurochirurgo americano studia la propria materia di specializzazione poco più del corrispettivo italiano; infatti nonostante il bachelor of science richiesto per entrare alla scuola medica possa anche non avere niente in comune con la medicina, lo studente deve comunque completare una serie di corsi detti pre-med (pre medical) che servono a provvedere lo studente con una base di conoscenze di chimica, biologia, matematica, fisica, e inglese.

### Medicina e Stato
Lo Stato in quanto tale deve garantire e tutelare ai cittadini la salute pubblica, ha un ruolo molto importante per la medicina in Italia. Lo Stato ha previsto l'istituzione della tessera sanitaria per ogni persona, documento che quasi sostituisce il codice fiscale.

#### Diritti e doveri
Il legislatore è intervenuto più volte creando leggi che coinvolgono direttamente o indirettamente la medicina, istituendo una serie di diritti, che proteggono i pazienti, ma anche di doveri a cui vanno soggetti i medici durante la loro attività, il cui rispetto rientra nella deontologia medica.
Diritti riconosciuti, molti fra cui:
- Legge sulla privacy, legge n. 675 del 31 dicembre 1996, che ha avuto la finalità di riconoscere il diritto del singolo sui propri dati personali, racchiudendo le operazioni di gestione riguardanti la raccolta, l'elaborazione, il raffronto, la cancellazione, la modificazione, la comunicazione o la diffusione dei dati di una persona.
- Diritto alla salute, articolo 32 della costituzione italiana afferma che la salute è un diritto fondamentale della persona ma anche un interesse della collettività.
- Consenso informato, in virtù dell'articolo 32 della Costituzione italiana dove sancisce che nessuno può essere obbligato ad un determinato trattamento sanitario se non per disposizione di legge, tale fondamento si combina con l'articolo 13 della costituzione dove si afferma il principio fondamentale della inviolabilità della libertà personale (art. 13).

Doveri dei medici, molti fra cui:
- Obbligo di prestare soccorso, anche se il medico non si trova dentro la struttura ma assiste ad un'emergenza, articolo 8;
- Obbligo del rispetto del segreto professionale, articolo 10, dove si evince che il medico deve mantenere il segreto su qualunque cosa gli venga affidata e su tutto quello che può conoscere in virtù della sua attività;
- Obbligo di non arrecare danni fisici e/o psichici al paziente; articolo 18
- Obbligo di rispettare l'uguaglianza a qualunque livello (di religione, di razza, di sesso, ecc) durante lo svolgimento del loro lavoro, ovvero di non avere preferenze, articolo 3;
- Obbligo di non avere rapporti con i loro pazienti;
- Obbligo di non accanirsi nella cura e di non effettuare anche su richiesta del paziente eventi che lo possano condurre alla morte (eutanasia), articolo 16 e 17

Menzione particolare per la legge sull'aborto che ha avuto un importante ruolo nella medicina italiana.

#### Enti ed organi medici statali
Lo Stato ha istituito molti enti ed amministrazioni che gestiscono i servizi medico-sanitari, sia a livello centrale (statale) che a livello periferico (regioni):
- Servizio Sanitario Nazionale: denominato semplicemente SSN, non è un'unica amministrazione ma un insieme di enti ed organi che concorrono al raggiungimento degli obiettivi di tutela della salute dei cittadini. Lo compongono infatti:
  - Ministero della Salute, il ministero che sorveglia ed organizza la struttura sanitaria all'interno del paese
  - Vari enti ed organi a livello nazionale, quali il Consiglio superiore di sanità (CSS), l'Istituto Superiore di Sanità (ISS), l'Istituto Superiore per la Prevenzione e Sicurezza del Lavoro (ISPESL), l'Agenzia per i Servizi Sanitari Regionali (ASSR), gli Istituti di Ricovero e Cura a Carattere Scientifico (IRCCS), gli Istituti Zooprofilattici Sperimentali e l'Agenzia Italiana del Farmaco (AIFA)
  - I Servizi sanitari regionali (SSR)

Inoltre, a livello nazionale, troviamo gli enti che prestano assistenza alle persone:
- Istituto nazionale dell'assicurazione contro gli infortuni sul lavoro, l'INAIL, l'ente preposto al pagamento di indennizzi dovuti ad infortuni
- Istituto nazionale della previdenza sociale, l'INPS, l'ente preposto al pagamento di pensioni ed indennizzi in caso di malattie

## Medicina nel mondo

La bandiera del WHO

All'estero si possono notare differenze rispetto al sistema sanitario italiano:
- Stati Uniti d'America: mentre in molti Paesi (tra cui l'Italia) il sistema sanitario è pagato dalla fiscalità generale, con una quota a carico dei cittadini che si sottopongono a visite ed esami (ticket), negli USA è incentrato su un sistema di polizze assicurative. Lo Stato interviene finanziando i meno abbienti e gli anziani.

## Medicina nell'arte

### Letteratura
Molti famosi scrittori nei loro romanzi hanno descritto gli eventi più importanti nel campo medico avvenuti nella storia come fece Alessandro Manzoni, con la descrizione della peste a Milano, ma altri si sono dedicati alla medicina vedendola dal punto di vista psicologico, come il malato immaginario di Molière.

### Pittura

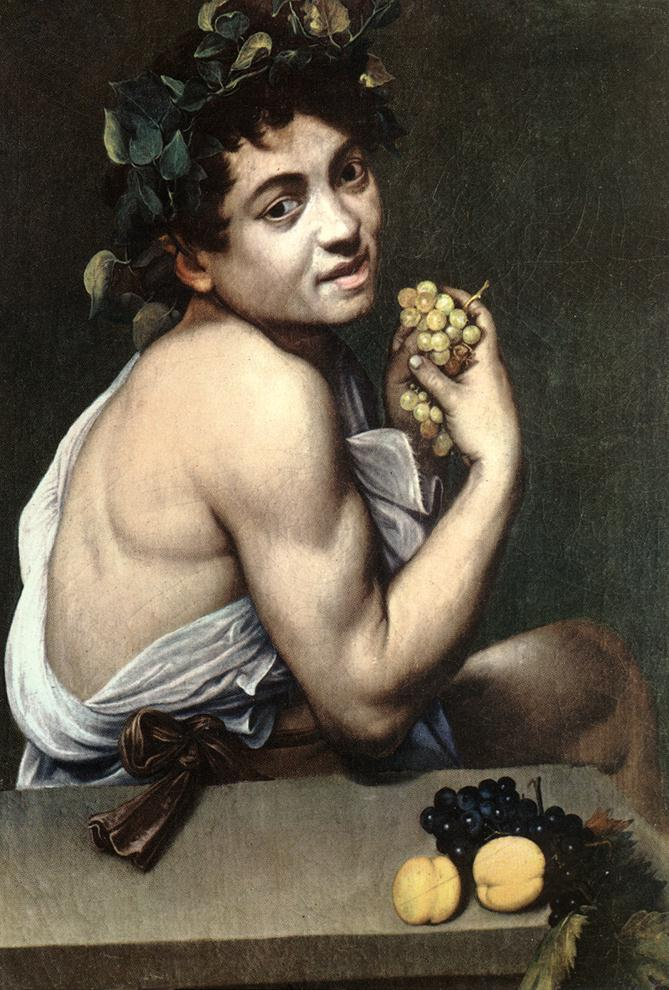
Caravaggio: Bacchino malato

La medicina nella storia dell'arte studia come il corpo umano, le malattie, i medici e le cure sono stati rappresentati nell'arte, dalla preistoria ai giorni nostri. Le opere artistiche non servivano solo a raccontare storie religiose o mitologiche, ma anche a trasmettere conoscenze mediche. In alcuni casi, l'arte ha aiutato a documentare scoperte scientifiche, come l'anatomia o la fisiologia. L'arte ha avuto quindi un ruolo importante nello sviluppo della medicina, sia come strumento di osservazione sia come mezzo di insegnamento.

#### Arte antica
Nelle pitture rupestri, come quelle trovate nelle grotte di Lascaux (in Francia), sono presenti figure umane e animali stilizzate. Alcuni studiosi ritengono che queste immaginifossero parte di rituali sciamanici, cioè pratiche spirituali per guarire le malattie o le ferite. I disegni potrebbero rappresentare la connessione tra la salute e il mondo degli spiriti. Anche se non si tratta di medicina nel senso moderno, queste forme d'arte mostrano che fin dall'antichità l'essere umano cercava un modo per influenzare la salute attraverso simboli e immagini.

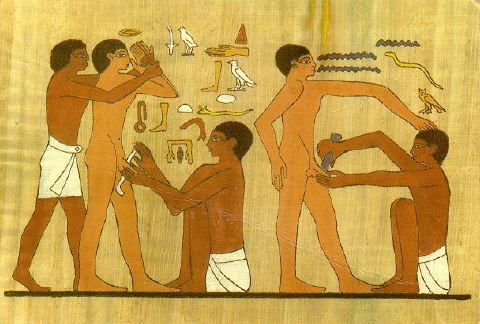
Circoncisione di adulti, pittura murale in una tomba di Ankhmahor, Sakkara, in Egitto. La più antica illustrazione conosciuta di circoncisione.

Gli Egizi raffiguravano nelle loro opere pratiche mediche come la circoncisione. Nei templi ci sono immagini di medici al lavoro. Il papiro Ebers, uno dei testi più antichi, parla di malattie, medicine e strumenti chirurgici. I disegni servivano anche per insegnare la medicina a chi studiava . In India, testi antichi come il Sushruta Samhita parlavano di operazioni e malattie e avevano illustrazioni che mostravano cosa fare. In Cina c’erano disegni dei meridiani energetici usati per l’agopuntura. In entrambi i casi, l’arte aiutava a trasmettere la conoscenza medica . Ad Alessandria d’Egitto, nel III secolo a.C., si facevano studi medici con disegni anatomici. Ippocrate e Galeno hanno influenzato la medicina per secoli, e le loro teorie venivano illustrate nei libri. L’arte serviva a spiegare come funzionava il corpo secondo le idee del tempo .
Nelle civiltà antiche, come l’Egitto e la Grecia, la medicina era strettamente legata alla religione. I guaritori erano visti come figure sacre o semi-divine. Ad esempio, in Egitto i papiri medici combinavano indicazioni terapeutiche con preghiere e riti religiosi. In Grecia, anche se filosofi come Ippocrate cercavano di spiegare le malattie in modo razionale, la figura del medico aveva ancora un’aura quasi mistica. L’arte dell’epoca raffigurava dei come Esculapio, simbolo della medicina, e i medici venivano rappresentati come intermediari tra gli uomini e gli dèi.

#### Arte medioevale
In Europa, nel Medioevo, non si facevano molte dissezioni e l’arte serviva più per raccontare storie religiose. Però nel mondo islamico la medicina andava avanti. I medici musulmani scrivevano libri illustrati con disegni precisi del corpo e degli strumenti chirurgici. Ibn al-Nafis, nel XIII secolo, descrisse come il sangue circola nei polmoni, molto prima che lo facessero in Europa.

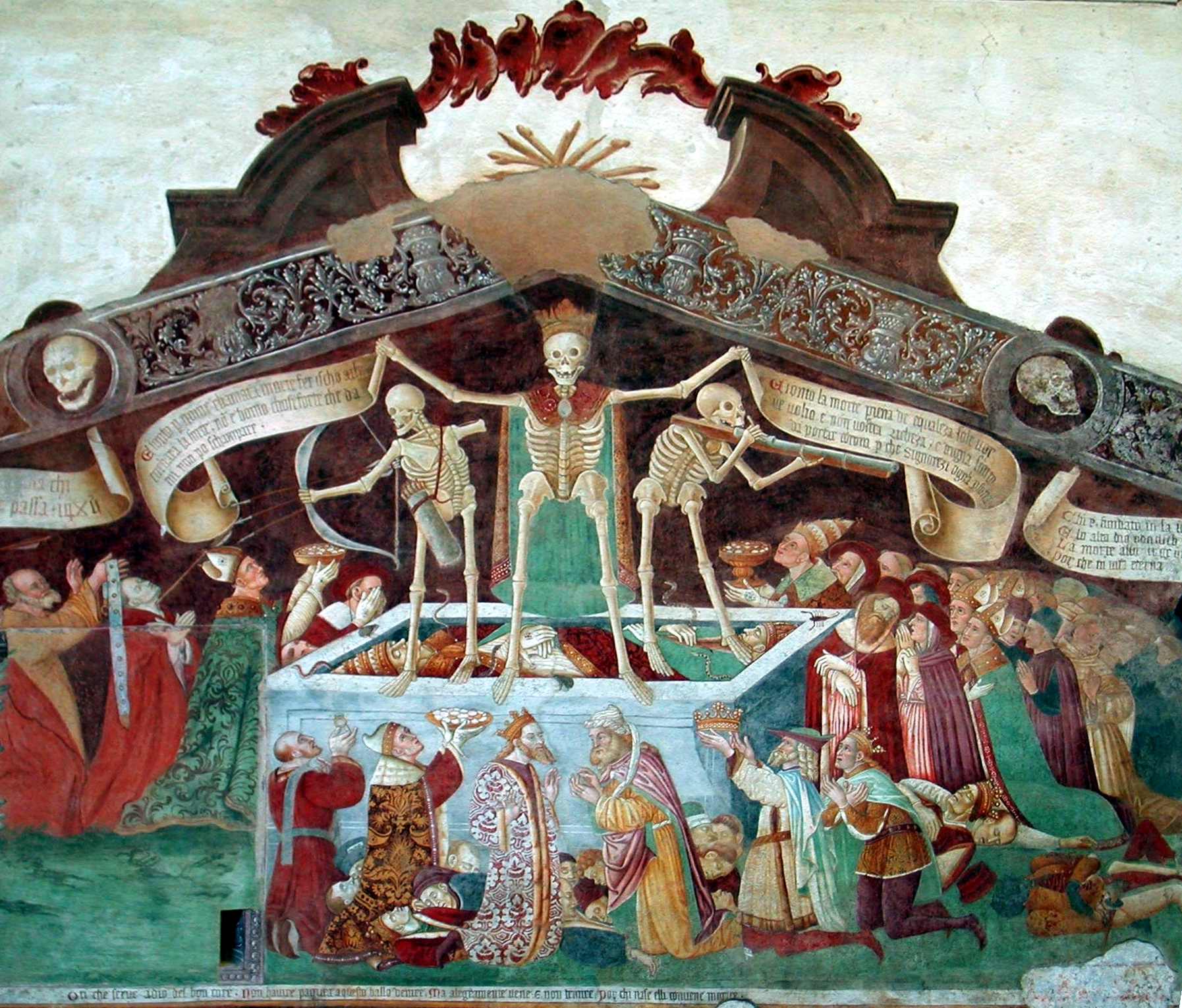
Trionfo e danza della morte, oratorio dei Disciplini a Clusone

Nel Medioevo la malattia veniva spesso interpretata come una punizione divina. I medici erano spesso anche monaci, e la cura passava attraverso la preghiera e la fede, più che attraverso tecniche scientifiche. Le rappresentazioni artistiche di questo periodo mostrano scene drammatiche di epidemie, come la peste nera, con figure umane soffreenti e medici distaccati o misteriosi, coperti da maschere per proteggersi. La medicina era ancora lontana dall’essere una scienza autonoma e veniva esercitata in un contesto fortemente religioso.
L’arte è sempre stata collegata alla medicina, soprattutto quando bisognava spiegare il corpo umano e come funzionava. Già nel Medioevo, per esempio, Mondino de’ Liuzzi (1270-1326) scrisse un libro di anatomia chiamato Anathomia, dove usava disegni fatti dal vero per spiegare gli organi.

#### Arte moderna

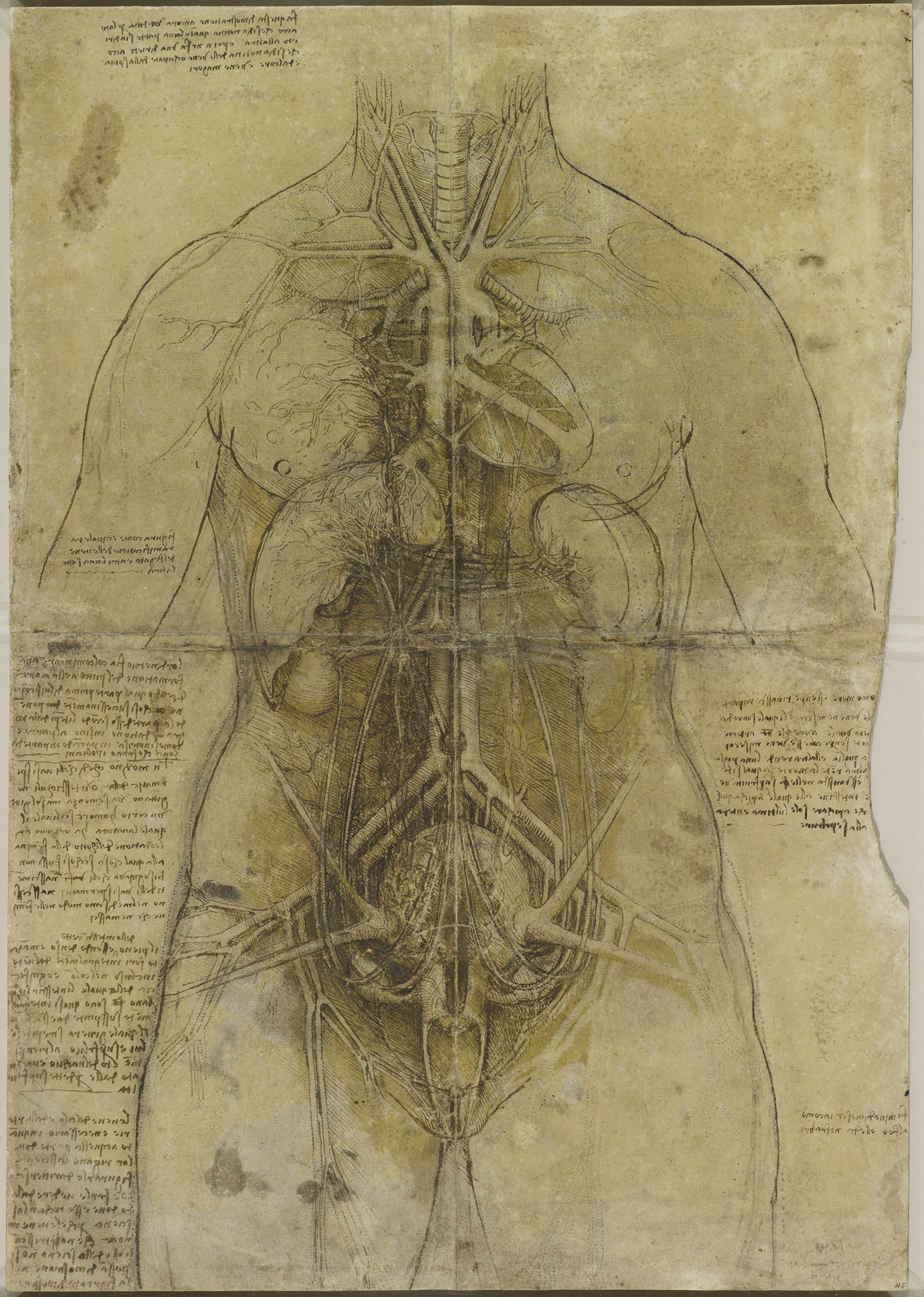
Leonardo da Vinci, Anatomia femminile, Windsor, Raccolte Reali

Con il Rinascimento si tornò a studiare il corpo umano. e L’uomo diventa il centro dell’interesse, e il corpo viene studiato con occhi nuovi.. Gli artisti facevano dissezioni per capire come era fatto il corpo. Michelangelo studiava i cadaveri nei pressi degli ospedali per migliorare i suoi disegni. Leonardo da Vinci fece tantissimi schizzi anatomici e grazie alle dissezioni, riesce a descrivere con precisione il funzionamento del corpo umano. Scoprì dettagli sulla colonna vertebrale, sul cuore e sul fegato. Descrisse la cirrosi e disse che il cuore ha quattro camere. Molte sue osservazioni non furono pubblicate all’epoca .Andreas Vesalius nel 1543 pubblicò De humani corporis fabrica, con illustrazioni molto accurate. Corresse gli errori di Galeno e spiegò bene il funzionamento del corpo. Fu uno dei primi a parlare della respirazione e a usare i disegni per insegnare anatomia . Andrea Vesalio (1514-1564), con il suo ''De Humani Corporis Fabrica'', disegnò lui stesso il corpo umano, creando una delle opere più importanti della storia dell’anatomia.

Lezione di anatomia del dottor Nicolaes Tulp di Renbrant

Nel Seicento, soprattutto in Olanda, la medicina diventa un tema importante anche nella pittura. Rembrandt, con La lezione di anatomia del dottor Tulp, mostra il medico come una figura centrale e rispettata. Jan Steen, invece, dipinge la medicina con ironia nel quadro La visita del dottore, dove una giovane incinta viene visitata. Anche l’italiano Pietro Longhi rappresenta la medicina quotidiana nel suo dipinto Il farmacista, mostrando la realtà delle botteghe e della vita di tutti i giorni. Queste opere fanno vedere come la medicina fosse parte della società e dell’arte. Anche se il paziente era ancora visto come un oggetto di studio, cresceva la curiosità verso l’individuo e il suo corpo. L’arte inizia a mostrare il malato non solo come sofferente, ma anche come soggetto degno di osservazione e comprensione.

Durante l’Illuminismo, la medicina si libera dall’influenza religiosa e si afferma come scienza autonoma, Il medico diventa una figura di autorità e il paziente spesso perde voce in capitolo. I medici studiano il corpo umano e fanno dissezioni, cioè lo aprono per capire come è fatto. Questo viene rappresentato anche nei quadri. Johan Joseph Horemans, pittore fiammingo, dipinge Interno con un chirurgo che cura una ferita al fianco di un uomo (ca. 1722). Si vede una scena quotidiana: un chirurgo cura un paziente in casa, con l’aiuto di un assistente. Una donna osserva preoccupata. In Dimostrazione anatomica al teatro dei chirurghi-barbieri (ca. 1730–1740), si vede William Cheselden, famoso chirurgo inglese, che fa una lezione di anatomia usando un cadavere. Il tavolo usato è lo stesso della cucina, a dimostrare che le lezioni si facevano anche in casa. In Francia, Jacques-Fabien Gautier D’Agoty, artista e stampatore, crea grandi illustrazioni di corpi sezionati. In Donna incinta dissezzionata (1764–65), mostra il corpo aperto di una donna in gravidanza. In un’altra opera, Uomo dissezionato con visceri separati, si vedono gli organi interni staccati e disposti per studiarli meglio. Queste immagini servivano a spiegare l’anatomia, ma avevano anche un valore come opere artistiche. 
Con l’industrializzazione, cambia anche la medicina: aumentano le malattie dovute alle condizioni di lavoro, e gli ospedali diventano luoghi affollati. L’arte inizia a mostrare scene di cura in ambienti poveri e faticosi. Artisti come Jozef Israëls rappresentano i malati come persone comuni, in situazioni di grande sofferenza, mentre i medici appaiono spesso stanchi e sovraccarichi. È una medicina ancora molto materiale, che deve affrontare problemi su larga scala, come epidemie e ferite industriali.
Nel Ottocento, gli illustratori medici diventarono professionisti: Disegnavano per i medici e le università e Le immagini erano usate nei manuali per insegnare medicina . La medicina divenne inoltre mostrata anche in pubblico, spesso come spettacolo. Ne sono testimonianza dipinti come quello di Ben Marshall il quale dipinge Daniel Lambert che pesa quasi 40 stone (254 chili). Daniel era un uomo molto obeso che si faceva pagare per farsi vedere dalla gente. L’opera mostra come la medicina si interessava anche al corpo fuori dalla norma. Luciano Nezzo dipinge Un estrattore di denti (1856). Una donna sta per farsi togliere un dente, ma il dentista nasconde lo strumento doloroso dietro la schiena. All’epoca non c’erano anestesie e si usavano strumenti molto invasivi come la “chiave dentale”, che spesso rompeva mascelle o danneggiava le gengive. In Sequah a Clapham Common (1890), si vede un ciarlatano, Sequah, che si esibisce in strada vestito da nativo americano, mostrando un dente appena estratto. Le sue “cure” erano finte, ma attiravano folle. La scena mostra la medicina come forma di intrattenimento.
Nel periodo impressionista cambia lo sguardo sul medico. Non è più solo un esperto distaccato, ma anche una persona con sentimenti. Van Gogh dipinge i ritratti dei suoi medici, Paul Gachet e Félix Rey, mostrando la loro umanità, stanchezza e sensibilità. Si percepisce un legame emotivo tra artista e medico. Queste opere suggeriscono un rapporto più personale, in cui il malato è ascoltato e il medico è empatico, anche se il sistema sanitario non è ancora pienamente umanizzato.

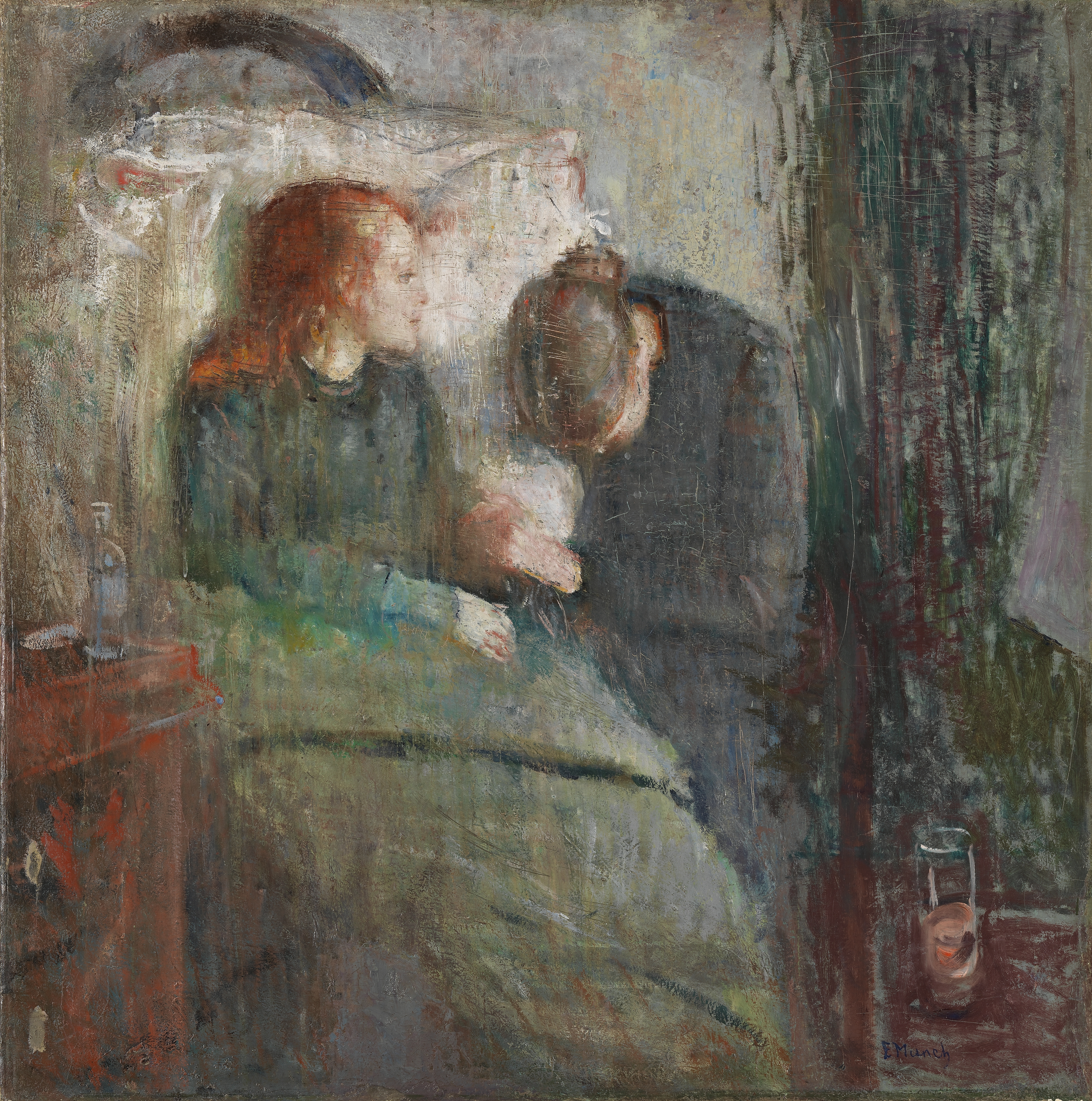
La fanciulla malata di Munch.

Con l’Espressionismo, l’arte diventa più emotiva. La malattia è vista come esperienza interiore, spesso legata al disagio psicologico. Munch e altri artisti esprimono attraverso immagini forti il dolore mentale e la solitudine del malato. Si comincia a mettere in discussione il ruolo della tecnologia: serve davvero se manca l’empatia? L’arte riflette questa tensione tra progresso tecnico e bisogno di ascolto umano nella pratica medica.
Durante la Prima Guerra Mondiale, Ugo Matania, illustratore italiano, dipinge Un ospedale sotterraneo francese a Verdun (1917). Si vedono medici e infermieri che curano i soldati feriti sottoterra, in condizioni difficili. L’opera è anche un documento storico e testimonianza delle condizioni dela medicina in tempo di guerra.Dopo Guerra, si scopre che le ferite della mente possono essere anche più gravi di quelle del corpo. Gli artisti, molti dei quali sono stati soldati, rappresentano i traumi vissuti al fronte. Otto Dix, George Grosz e altri mostrano mutilazioni, shock e dolore psicologico. È l’inizio di una maggiore attenzione verso la psichiatria e la salute mentale. La medicina fatica a rispondere, e l’arte denuncia questa mancanza di supporto..
Il trauma psicologico diventa centrale dopo la Seconda Guerra Mondiale. Gli ospedali psichiatrici si moltiplicano per curare soldati e civili segnati dal conflitto. L’arte, come nei quadri di Francis Bacon o David Olère, racconta il dolore attraverso immagini forti e spesso disturbanti. La figura del paziente non è più solo il corpo malato, ma una persona profondamente ferita anche dentro. La medicina cerca di rispondere, ma spesso si trova impreparata..

#### Arte contemporanea

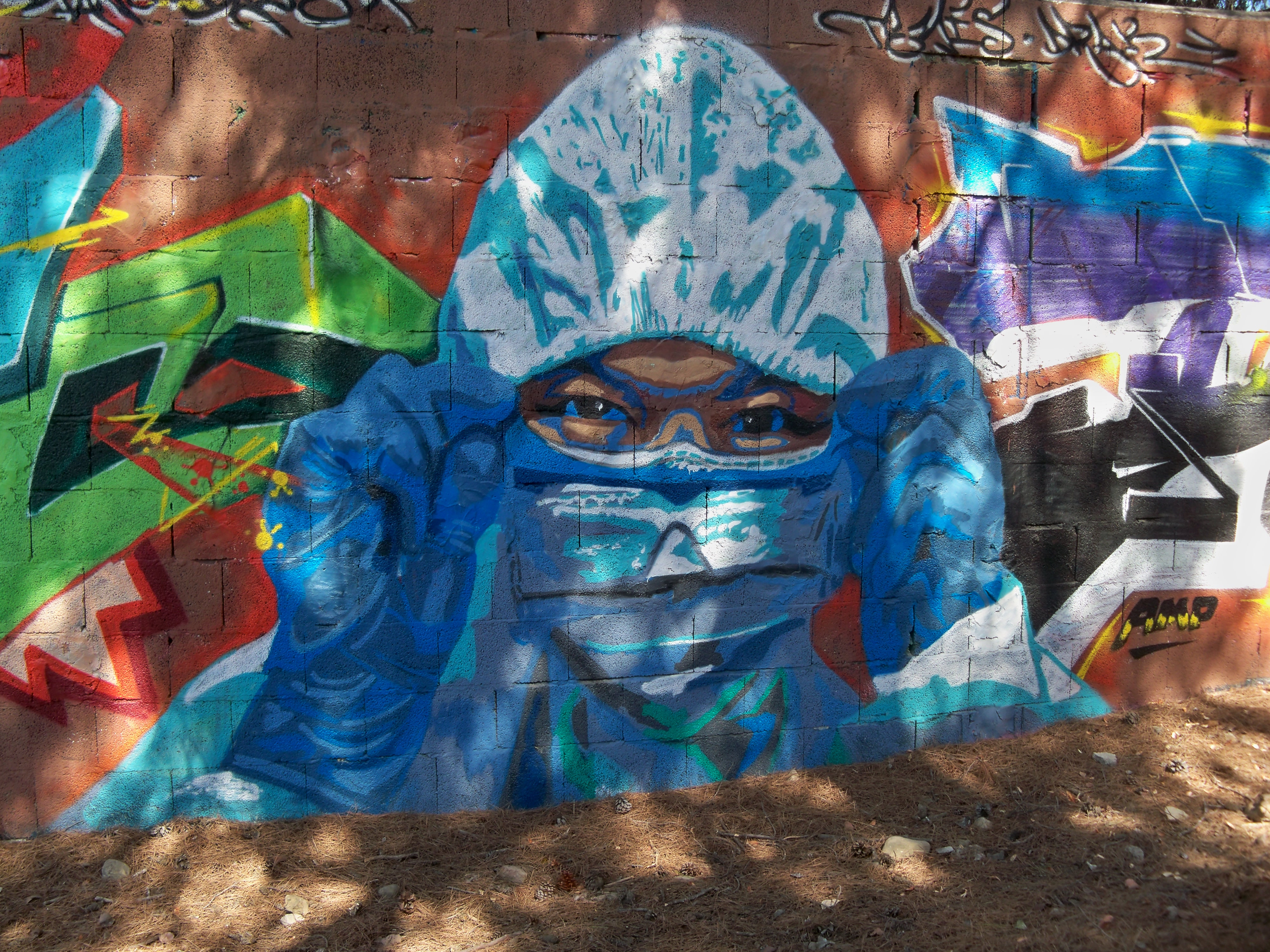
Murale di José Luis BorgArt (Tenis) del 2020 raffigurante un'infermiera protetta con dispositivi COVID-19, sul muro sud che delimita la tenuta di San José, Malaga, Spagna.

La medicina nell’arte contemporanea è emersa soprattutto durante la pandemia da Covid-19, che ha spinto molti artisti a mostrare con le loro opere il momento difficile e il lavoro dei medici e infermieri. In particolare, la street art è diventata un modo molto usato per far arrivare in città e nei quartieri immagini che raccontano e mostrano le difficoltà e anche la speranza legata alla pandemia. Gli artisti di strada, senza le limitazioni dei musei, hanno fatto molte opere che parlano sia dei problemi sociali sia degli "eroi" del mondo della sanità, cioè medici, infermieri e altro personale ospedaliero. Questi murales si trovano soprattutto in città italiane come Milano, Roma e Padova, dove per esempio l’opera Necesse di Smoe mostra non solo i lavoratori della sanità ma anche persone fragili come anziani e senza tetto, mettendo in evidenza il valore della solidarietà collettiva. A livello mondiale, artisti molto noti come Bansky, Ai Weiwei, Tvboy e Kobra hanno usato la loro arte per sostenere chi lavora in ospedale e diffondere messaggi positivi di speranza e responsabilità. Per esempio Banksy ha fatto Game changer, un’opera per ringraziare gli operatori dell’NHS in Inghilterra, mentre Tvboy ha fatto murales che mostrano medici come angeli custodi e che invitano a rispettare le norme sanitarie. Ai Weiwei ha anche aiutato a fare mascherine e ha raccontato con l’arte il lockdown in Cina. Kobra ha dipinto bambini di religioni diverse che pregano insieme, unendo il messaggio di pace e speranza.
La street art legata alla medicina ha avuto anche lo scopo di insegnare e sensibilizzare le persone a seguire le regole, come il distanziamento e l’uso delle mascherine. In molte città queste opere sono diventate famose e attraggono anche turisti, e ci sono iniziative per catalogarle e valorizzarle, facendo crescere la consapevolezza sulle probleamtiche della pandemia. I temi più frequenti nelle opere legate alla medicina sono il riconoscimento dei medici come nuovi eroi, l’attenzione alle persone più fragili, la promozione di comportamenti sicuri e il mix tra paura e speranza.. Spesso si vedono immagini simboliche di baci con mascherine o persone mascherate che ricordano quadri famosi, per mostrare come sono cambiate le relazioni tra le persone nel periodo della pandemia.
L’arte contemporanea esplora anche la solitudine tecnologica della telemedicina, oppure la cura autogestita.

#### Simbolismo e iconografia

##### Medico

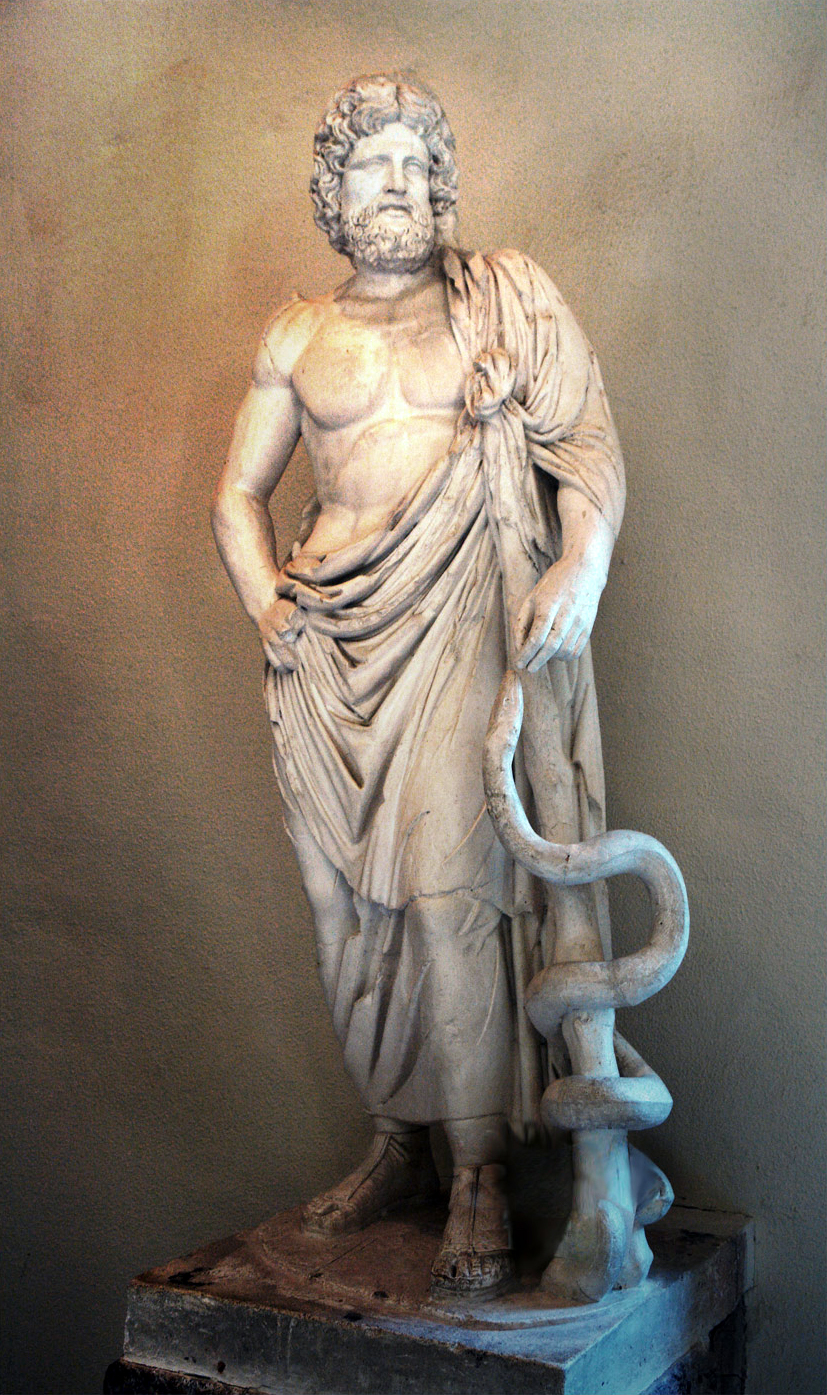
Statua di Esculapio con il bastone divenuto simbolo della medicina.

Nel corso dei secoli, il medico è stato spesso raffigurato come figura carismatica, intermedia tra scienza, fede e potere. Nell’antichità, come dimostrano i mosaici romani raffiguranti Esculapio, il guaritore veniva associato al sacro, spesso raffigurato in posizione ieratica, con attributi divini o sapienziali. Con il tempo, la figura del medico si trasforma in esperto della scienza anatomica (come nella Lezione di anatomia del dottor Tulp di Rembrandt), oppure in funzionario clinico nell'epoca moderna. Tuttavia, l’arte ha anche mostrato medici fragili o empatici, come nei ritratti di Vincent van Gogh dedicati al dottor Gachet e al dottor Rey, in cui il medico è un uomo che condivide la sofferenza dei propri pazienti.

##### Patologie
Le opere pittoriche possono dare informazioni mediche. In un dipinto del 1768, un medico ha riconosciuto i sintomi della dermatomiosite osservando il volto e le mani del soggetto . Alcuni studiosi hanno fatto notare che la vista di Edgar Degas peggiorava con il tempo. Lo si capisce osservando i suoi quadri: i dettagli diventano sempre meno chiari. Potrebbe trattarsi di una malattia della vista chiamata degenerazione maculare .

##### Pratiche mediche
La dissezione è un tema dell’arte medica, particolamrente diffuso nell'Illuminismo. Tra i più noti illustratori figura Jacques-Fabien Gautier d’Agoty, autore di opere come A Dissected Pregnant Female (1764–1765) e A Dissected Man. Queste immagini, prodotte con tecniche di stampa a colori all’avanguardia per l’epoca, univano precisione scientifica e teatralità visiva, contribuendo alla diffusione della conoscenza anatomica. La chirurgia, spesso rappresentata come atto drammatico e cruento, compare in opere come Interior with a Surgeon (1722) di Johan Joseph Horemans, dove la scena si svolge in un contesto domestico, oppure A Tooth-Drawer (1856) di Luciano Nezzo, che mostra un dentista intento a nascondere l’arnese doloroso – una chiave dentaria – alla paziente, esemplificando la medicina praticata in un’epoca priva di anestesia moderna.

##### Strumenti medici

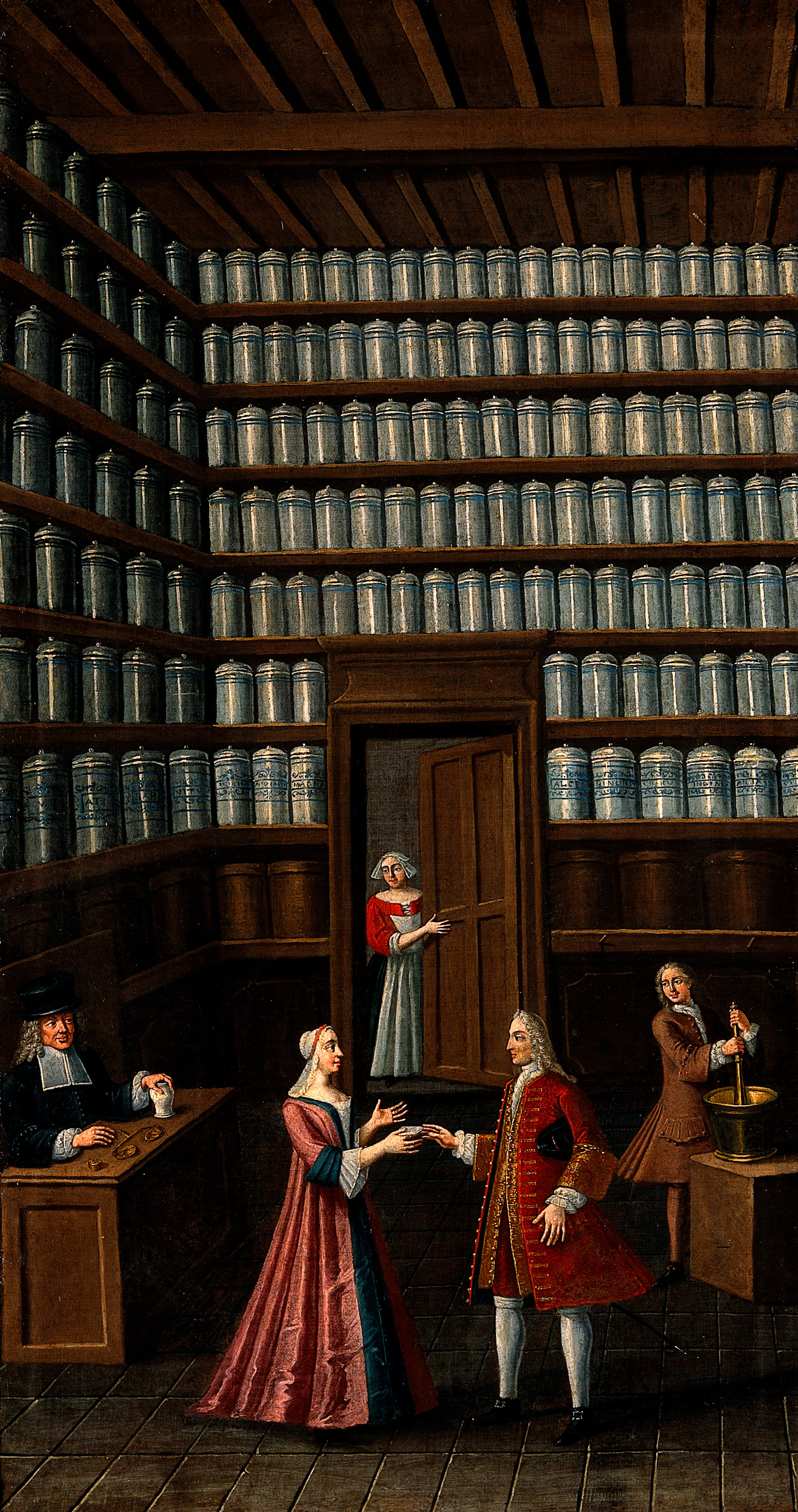
A pharmacy di anonimo pittore francese.

La storia dell’arte ha fatto largo uso di simboli medici: bastoni di Esculapio, maschere della peste, strumenti chirurgici, pillole, radiografie, fino a installazioni contemporanee che utilizzano reliquie del corpo umano (come in Body Worlds di Gunther von Hagens).Il simbolismo farmaceutico è evidente in dipinti come A Pharmacy (ca. 1700), che raffigura un ambiente ricco di vasi in porcellana, bilance e mortai. Tali oggetti non erano solo strumenti di lavoro, ma emblemi iconici del sapere alchemico e medico.

##### Ambienti medici
Ospedali, celle monastiche, salotti borghesi, trincee, ambulatori e stanze digitali sono gli ambienti della cura rappresentati nell’arte. L’iconografia mostra l’evoluzione da spazi collettivi e religiosi a strutture scientifiche e ospedaliere, fino ad arrivare a contesti domestici e intimi, o digitali e asettici. Artisti come Jozef Israëls e Dorothea Lange documentano l’ospedale come luogo di sofferenza collettiva o disagio sociale. L’arte contemporanea esplora anche la solitudine tecnologica della telemedicina.

### Televisione
Molte serie tv dedicate alla medicina sono apparse nelle televisioni di tutto il mondo, negli ultimi anni si cerca di creare più verosimilmente l'ambiente medico, con una cura maggiore nella gestione di malattie ed emergenze, anche perché molti specialisti vengono consultati. Tale sforzo è stato premiato sia dal pubblico che dalla critica.
Ecco un elenco di alcune tra le più famose serie televisive dedicate alla medicina:
- Dr. House - Medical Division
- E.R. - Medici in prima linea
- General Hospital
- Grey's Anatomy
- Private Practice
- Scrubs
- Un medico in famiglia
- Chicago Med
- The Good Doctor
- The Resident
- New Amsterdam
- Doc - Nelle tue mani